# Список эпизодов телесериала «Мыслить как преступник»
«Мыслить как преступник» (англ. Criminal Minds) — американский телесериал о работе команды лучших следователей ФБР, способных понять и проанализировать ход мыслей самых изощрённых преступников, предугадать их дальнейшие поступки и тем самым предотвратить ужасные преступления.
Когда обычные криминалисты заходят в тупик, на помощь им приходят специалисты по поведенческому анализу. Помимо тщательного изучения улик они пытаются найти и понять мотивы преступления, досконально вникая в каждый шаг преступника и пытаясь мыслить, как он. Работая на месте преступления, эти профессионалы словно расследуют его изнутри, стараясь понять мысли преступника, какими бы тёмными они ни были.
Премьера сериала прошла на телеканале CBS 22 сентября 2005 года. В третьем сезоне сериала произошёл незапланированный перерыв из-за забастовки сценаристов. Однако в апреле 2008 года были показаны оставшиеся серии. 7 апреля 2017 года CBS продлил сериал на тринадцатый сезон.12 мая 2018 года CBS продлил сериал на четырнадцатый сезон. 10 января 2019 года было объявлено о продлении сериала на финальный 15 сезон.

## Обзор
| Сезон | Сезон | Эпизоды | Дата показа      | Дата показа     | Рейтинг Нильсена | Рейтинг Нильсена       |
| Сезон | Сезон | Эпизоды | Премьера сезона  | Финал сезона    | Ранг             | Зрители США (миллионы) |
| ----- | ----- | ------- | ---------------- | --------------- | ---------------- | ---------------------- |
|       | 1     | 22      | 22 сентября 2005 | 10 мая 2006     | 28               | 12.63                  |
|       | 2     | 23      | 20 сентября 2006 | 16 мая 2007     | 24               | 14.05                  |
|       | 3     | 20      | 26 сентября 2007 | 21 мая 2008     | 24               | 12.78                  |
|       | 4     | 26      | 24 сентября 2008 | 20 мая 2009     | 11               | 14.95                  |
|       | 5     | 23      | 23 сентября 2009 | 26 мая 2010     | 16               | 13.70                  |
|       | 6     | 24      | 22 сентября 2010 | 18 мая 2011     | 10               | 14.11                  |
|       | 7     | 24      | 21 сентября 2011 | 16 мая 2012     | 15               | 13.20                  |
|       | 8     | 24      | 26 сентября 2012 | 22 мая 2013     | 20               | 12.15                  |
|       | 9     | 24      | 25 сентября 2013 | 14 мая 2014     | 12               | 12.66                  |
|       | 10    | 23      | 1 октября 2014   | 6 мая 2015      | 11               | 14.11                  |
|       | 11    | 22      | 30 сентября 2015 | 4 мая 2016      | 16               | 12.20                  |
|       | 12    | 22      | 28 сентября 2016 | 10 мая 2017     | 20               | 10.86                  |
|       | 13    | 22      | 28 сентября 2017 | 18 апреля 2018  | 29               | 9.58                   |
|       | 14    | 15      | 3 октября 2018   | 6 февраля 2019  | 41               | 8,22                   |
|       | 15    | 10      | 8 января 2020    | 19 февраля 2020 |                  |                        |

## Эпизоды

### Сезон 1 (2005—2006)
| №  | #  | Название                                            | Режиссёр             | Сценарист                  | Дата показа в США | Зрители США (миллионы) |
| -- | -- | --------------------------------------------------- | -------------------- | -------------------------- | ----------------- | ---------------------- |
| 1  | 1  | «Extreme Aggressor» «Крайняя агрессивность»         | Ричард Шепард        | Джефф Дэвис                | 22 сентября 2005  | 19.57                  |
| 2  | 2  | «Compulsion» «Принуждение»                          | Чарльз Хейд          | Джефф Дэвис                | 28 сентября 2005  | 10.57                  |
| 3  | 3  | «Won't Get Fooled Again» «Нас не обманешь»          | Кэвин Брей           | Аарон Зельман              | 5 октября 2005    | 11.98                  |
| 4  | 4  | «Plain Sight» «Место посадки»                       | Мэтт Эрл Бисли       | Эдвард Ален Бернеро        | 12 октября 2005   | 13.76                  |
| 5  | 5  | «Broken Mirror» «Разбитое зеркало»                  | Гай Норман Би        | Джуди Маккрири             | 19 октября 2005   | 12.79                  |
| 6  | 6  | «L.D.S.K.» «Убийца на расстоянии»                   | Эрнест Р. Дикерсон   | Эндрю Уайлдер              | 2 ноября 2005     | 16.22                  |
| 7  | 7  | «The Fox» «Лиса»                                    | Гай Норман Би        | Саймон Миррен              | 9 ноября 2005     | 15.09                  |
| 8  | 8  | «Natural Born Killer» «Прирождённый убийца»         | Питер Эллис          | Эрика Мессер и Дебра Фишер | 16 ноября 2005    | 14.36                  |
| 9  | 9  | «Derailed» «Сошедший с рельс»                       | Феликс Энрике Алкала | Джефф Дэвис                | 23 ноября 2005    | 12.83                  |
| 10 | 10 | «The Popular Kids» «Популярные дети»                | Энди Уолк            | Эдвард Ален Бернеро        | 30 ноября 2005    | 15.56                  |
| 11 | 11 | «Blood Hungry» «Жажда крови»                        | Чарльз Хейд          | Эд Напьер                  | 14 декабря 2005   | 15.23                  |
| 12 | 12 | «What Fresh Hell» «Ад»                              | Адам Дэвидсон        | Джуди Маккрири             | 11 января 2006    | 15.92                  |
| 13 | 13 | «Poison» «Яд»                                       | Томас Дж. Райт       | Аарон Зельман              | 18 января 2006    | 14.65                  |
| 14 | 14 | «Riding the Lightning» «Верхом на молнии»           | Крис Лонг            | Саймон Миррен              | 25 января 2006    | 14.10                  |
| 15 | 15 | «Unfinished Business» «Незаконченное дело»          | Дж. Миллер Тобин     | Эрика Мессер и Дебра Фишер | 1 марта 2006      | 11.72                  |
| 16 | 16 | «The Tribe» «Племя»                                 | Мэтт Эрл Бисли       | Эндрю Уайлдер              | 8 марта 2006      | 15.27                  |
| 17 | 17 | «A Real Rain» «Проливной дождь»                     | Глория Муцио         | Крис Манди                 | 22 марта 2006     | 13.03                  |
| 18 | 18 | «Somebody's Watching» «Наблюдатель»                 | Пол Шапиро           | Эд Напьер                  | 29 марта 2006     | 12.54                  |
| 19 | 19 | «Machismo» «Мачизм»                                 | Гай Норман Би        | Аарон Зельман              | 12 апреля 2006    | 11.76                  |
| 20 | 20 | «Charm and Harm» «Обаяние и жестокость»             | Феликс Энрике Алкала | Эрика Мессер и Дебра Фишер | 19 апреля 2006    | 13.53                  |
| 21 | 21 | «Secrets and Lies» «Тайны и ложь»                   | Мэтт Эрл Бисли       | Саймон Миррен              | 3 мая 2006        | 12.17                  |
| 22 | 22 | «The Fisher King (Part 1)» «Король-рыбак (часть 1)» | Эдвард Ален Бернеро  | Эдвард Ален Бернеро        | 10 мая 2006       | 12.67                  |

### Сезон 2 (2006—2007)
| №  | #  | Название                                                                  | Режиссёр                | Сценарист                  | Дата показа в США | Зрители США (миллионы) |
| -- | -- | ------------------------------------------------------------------------- | ----------------------- | -------------------------- | ----------------- | ---------------------- |
| 23 | 1  | «The Fisher King: Part 2» «Король — рыбак (часть 2)»                      | Глория Муцио            | Эдвард Ален Бернеро        | 20 сентября 2006  | 15.65                  |
| 24 | 2  | «P911»                                                                    | Адам Дэвидсон           | Саймон Миррен              | 27 сентября 2006  | 16.54                  |
| 25 | 3  | «The Perfect Storm» «Идеальный шторм»                                     | Феликс Энрике Алкала    | Эрика Мессер и Дебра Фишер | 4 октября 2006    | 15.19                  |
| 26 | 4  | «Psychodrama» «Психодрама»                                                | Гай Норман Би           | Аарон Зельман              | 11 октября 2006   | 16.73                  |
| 27 | 5  | «The Aftermath» «Последствия»                                             | Тим Мэтисон             | Крис Манди                 | 18 октября 2006   | 16.20                  |
| 28 | 6  | «The Boogeyman» «Бугимэн»                                                 | Стив Бойум              | Энди Бушелл                | 25 октября 2006   | 16.77                  |
| 29 | 7  | «North Mammon» «Северный олень»                                           | Мэтт Эрл Бисли          | Эндрю Уайлдер              | 1 ноября 2006     | 16.97                  |
| 30 | 8  | «Empty Planet» «Пустая планета»                                           | Элоди Кин               | Эд Напьер                  | 8 ноября 2006     | 17.57                  |
| 31 | 9  | «The Last Word» «Последнее слово»                                         | Глория Муцио            | Эрика Мессер и Дебра Фишер | 15 ноября 2006    | 16.48                  |
| 32 | 10 | «Lessons Learned» «Преподать урок»                                        | Гай Норман Би           | Джим Клемент               | 22 ноября 2006    | 16.56                  |
| 33 | 11 | «Sex, Birth, Death» «Секс, рождение и смерть»                             | Гвинет Хордер-Пэйтон    | Крис Манди                 | 29 ноября 2006    | 17.92                  |
| 34 | 12 | «Profiler, Profiled» «Профайл профайлера»                                 | Гленн Кершоу            | Эдвард Ален Бернеро        | 13 декабря 2006   | 16.06                  |
| 35 | 13 | «No Way Out» «Выхода нет»                                                 | Джон Е. Галлахер        | Саймон Миррен              | 17 января 2007    | 12.99                  |
| 36 | 14 | «The Big Game» «Большая игра»                                             | Глория Муцио            | Эдвард Ален Бернеро        | 4 февраля 2007    | 26.31                  |
| 37 | 15 | «Revelations» «Откровение»                                                | Гай Норман Би           | Крис Манди                 | 7 февраля 2007    | 16.27                  |
| 38 | 16 | «Fear and Loathing» «Страх и отвращение»                                  | Роб Спера               | Аарон Зельман              | 14 февраля 2007   | 15.16                  |
| 39 | 17 | «Distress» «Бедствие»                                                     | Джон Шоуолтер           | Оан Ли                     | 21 февраля 2007   | 13.70                  |
| 40 | 18 | «Jones» «Джонс»                                                           | Стив Шил                | Энди Бушелл                | 28 февраля 2007   | 14.50                  |
| 41 | 19 | «Ashes and Dust» «Пыль и пепел»                                           | Джон Е. Галлахер        | Эндрю Уайлдер              | 21 марта 2007     | 15.19                  |
| 42 | 20 | «Honor Among Thieves» «Честь среди воров»                                 | Иисус Сальвадор Тревино | Аарон Зельман              | 11 апреля 2007    | 12.80                  |
| 43 | 21 | «Open Season» «Сезон охоты»                                               | Феликс Энрике Алкала    | Эрика Мессер и Дебра Фишер | 2 мая 2007        | 13.28                  |
| 44 | 22 | «Legacy» «Наследие»                                                       | Гленн Кершоу            | Эдвард Ален Бернеро        | 9 мая 2007        | 12.92                  |
| 45 | 23 | «No Way Out II: The Evilution of Frank» «Выхода нет 2: Зловолюция Фрэнка» | Эдвард Ален Бернеро     | Саймон Миррен              | 16 мая 2007       | 13.21                  |

### Сезон 3 (2007—2008)
| № общий | № в сезоне | Название                                   | Режиссёр               | Автор сценария                 | Дата премьеры    | Произв. код | Зрители в США (млн) |
| --- | ---------- | ------------------------------------------ | ---------------------- | ------------------------------ | ---------------- | ----------- | ------------------- |
| 46 | 1          | «Сомнение» «Doubt»                         | Глория Муцио           | Крис Манди                     | 26 сентября 2007 | 301         | 12.66               |
| Гидеон пытается оправиться от смерти Сары, и уходит с головой в работу. Команда ОАП расследует убийства брюнеток в небольшом колледже в Аризоне. Команда создаёт подробный профиль преступника, арестовывает подозреваемого, однако вскоре члены команды начинают сомневаться в виновности арестанта, так как происходит новое убийство.                                                                                       |            |                                            |                        |                                |                  |             |                     |
| 47 | 2          | «В рождении и смерти» «In Birth and Death» | Эдвард Аллен Бернеро   | Крис Манди                     | 3 октября 2007   | 302         | 14.56               |
| Хотч подаёт заявление на перевод в другой отдел, а Прентисс просит об увольнении. В это время команда ОАП пытается поймать серийного убийцу в Милуоки, который похищает женщин в общественных местах с помощью своего сына в качестве приманки. Рид находит прощальное письмо Гидеона. |            |                                            |                        |                                |                  |             |                     |
| 48 | 3          | «Напуган до смерти» «Scared to Death»      | Феликс Энрикез Алькала | Эрика Мессер & Дебра Дж. Фишер | 10 октября 2007  | 303         | 14.55               |
| Команда едет в Портленд (Орегон) для оказания помощи местным властям в расследовании исчезновений только что переехавших в город людей. Все улики приводят к психиатру, который убивает своих пациентов, используя их страхи против них самих. После внезапного ухода Гидеона команда не может достигнуть соглашения. |            |                                            |                        |                                |                  |             |                     |
| 49 | 4          | «Дети тьмы» «Children of the Dark»         | Гай Норман Би          | Дэн Дворкин & Джей Битти       | 17 октября 2007  | 304         | 15.03               |
| ОАП едет в Денвер, штат Колорадо, чтобы помочь в расследовании серии вторжений в дома, которые заканчиваются убийством всей семьи. Вскоре профайлеры начинают подозревать, что убийцы подвергались насилию в детстве. |            |                                            |                        |                                |                  |             |                     |
| 50 | 5          | «Семь секунд» «Seven Seconds»              | Джон Галлахер          | Энди Бушелл                    | 24 октября 2007  | 305         | 15.05               |
| Маленькая девочка похищена в торговом центре, профайлеры полагают, что это очередной шаг серийного маньяка, недавно похитившего другую девочку. Если это так, то счёт идёт на секунды, ведь первая жертва была убита в течение часа после похищения. |            |                                            |                        |                                |                  |             |                     |
| 51 | 6          | «Разворот» «About Face»                    | Скипп Саддат           | Чарльз Мюррэй                  | 31 октября 2007  | 306         | 14.94               |
| Во время Хэллоуина команда едет в Даллас, чтобы помочь в поисках серийного убийцы, который пугает своих будущих жертв развешиванием их изображений на листовках о пропавших без вести. Тем временем, к команде присоединяется отец-основатель ОАП Дэвид Росси, который в своё время вышел на пенсию и занялся написанием книг.                                                                                                 |            |                                            |                        |                                |                  |             |                     |
| 52 | 7          | «Индивидуальность» «Identity»              | Гвинет Хордер-Пэйтон   | Оан Ли                         | 7 ноября 2007    | 307         | 14.65               |
| Команду вызывают в Монтану для расследования дела о трёх похищенных и убитых женщинах. Когда исчезает ещё одна женщина, поиск приводит к человеку, который подражает своему жестокому наставнику, ранее покончившему с собой. Члены ОАП пытаются узнать, почему Росси решил вернуться в ФБР. |            |                                            |                        |                                |                  |             |                     |
| 53 | 8          | «Счастливчик» «Lucky»                      | Стив Бойум             | Эндрю Уайлдер                  | 14 ноября 2007   | 308         | 15.73               |
| В Бриджуотер, штат Флорида, ОАП пытается поймать маньяка, который похищает женщин и, прежде чем убить, кормит чужими пальцами. Это дело заставляет Моргана искать в себе веру. В это время Гарсия знакомится с мужчиной своей мечты, но их первое свидание заканчивается не так, как она ожидала. |            |                                            |                        |                                |                  |             |                     |
| 54 | 9          | «Пенелопа» «Penelope»                      | Феликс Энрике Алкала   | Крис Манди                     | 21 ноября 2007   | 309         | 15.88               |
| После того, как свидание Гарсии закончилось плачевным образом, ОАП пытается найти виновного и приходит к выводу, что им может оказаться кто-то из своих. Морган приглашает аналитика Кевина Линча, чтобы тот взломал компьютер Гарсии и нашёл некоторую информацию. |            |                                            |                        |                                |                  |             |                     |
| 55 | 10         | «Настоящая ночь» «True Night»              | Эдвард Ален Бернеро    | Эдвард Ален Бернеро            | 28 ноября 2007   | 310         | 16.23               |
| ОАП и полиция Лос-Анджелесе расследуют ряд жестоких убийств членов банды. Преступления каким-то образом связаны с художником комиксов, Джонни Мак-Хейлом, который страдает психическим расстройством. |            |                                            |                        |                                |                  |             |                     |
| 56 | 11         | «Право по рождению» «Birthright»           | Джон Е. Галлахер       | Эрика Мессер и Дебра Фишер     | 12 декабря 2007  | 311         | 14.18               |
| Команда едет во Фредериксбург, штат Виргиния, где женщин похищают, уродуют и убивают. Вскоре выясняется, что подобные убийства происходили и раньше — в 1980-х годах. Чтобы найти преступника, профайлерам придётся разговорить единственную выжившую тогда жертву. |            |                                            |                        |                                |                  |             |                     |
| 57 | 12         | «Третья жизнь» «3rd Life»                  | Энтони Хемингуэй       | Саймон Миррен                  | 9 января 2008    | 312         | 14.30               |
| В Чула-Висте, Калифорния, похищены две девочки-подростка, одна из которых вскоре найдена мёртвой. Агенты ОАП должны в сжатые сроки составить профиль убийцы, чтобы найти его прежде, чем появится вторая жертва. Вскоре выясняется, что похищенная девушка недавно переехала в город по программе защиты свидетелей, и её исчезновение может быть связано с тем, что её отец дал свидетельские показания против плохих парней. |            |                                            |                        |                                |                  |             |                     |
| 58 | 13         | «В центре внимания» «Limelight»            | Гленн Кершоу           | Дэн Дворкин & Джей Битти       | 23 января 2008   | 313         | 12.67               |
| Неожиданные вещи, обнаруженные в ходе гаражной распродажи, приводят Отдел Анализа Поведения в Филадельфию. В ходе расследования серии убийств, местный агент использует расследование, чтобы создать себе репутацию и попадает в неприятную ситуацию. |            |                                            |                        |                                |                  |             |                     |
| 59 | 14         | «Испорченный» «Damaged»                    | Эдвард Ален Бернеро    | Эдвард Ален Бернеро            | 2 апреля 2008    | 314         | 12.81               |
| Росси уезжает в Индианаполис, чтобы продолжить расследование двух нераскрытых убийств, преследующих его на протяжении 20 лет. Узнав об этом, к нему присоединяются Прентисс, Джей Джей и Морган. Тем временем в тюрьме Коннектикута Хотч и Рид допрашивают заключённого, приговорённого к смерти, но допрос проходит не так, как они ожидали.                                                                                  |            |                                            |                        |                                |                  |             |                     |
| 60 | 15         | «Высшая сила» «A Higher Power»             | Феликс Энрике Алкала   | Майкл Юдески                   | 9 апреля 2008    | 315         | 13.33               |
| Необычно высокий уровень самоубийств приводит команду ОАП в Питтсбург. Профайлеры подозревают, что это — дело рук человека, считающего себя Ангелом Смерти. Тем временем Хотч берёт небольшой отпуск, чтобы провести время с сыном до того, как развод будет окончательно оформлен. |            |                                            |                        |                                |                  |             |                     |
| 61 | 16         | «Слоновья память» «Elephant's Memory»      | Бобби Рот              | Эндрю Уайлдер                  | 16 апреля 2008   | 316         | 12.98               |
| Когда в небольшом городке штата Техас начинаются убийства, команду ОАП приглашают в расследование. Вскоре профайлеры понимают, кто убийца, но дело осложняется тем, что Рид сочувствует ему, и рискует своей жизнью, пытаясь уговорить его сдаться. |            |                                            |                        |                                |                  |             |                     |
| 62 | 17         | «На охоте» «In Heat»                       | Джон Е. Галлахер       | Энди Бушелл                    | 30 апреля 2008   | 317         | 13.03               |
| Команда едет в Майами, чтобы расследовать серию убийств на сексуальной почве, и вновь объединяет усилия с Уильямом Ламонтейном-младшим, детективом полиции Нового Орлеана, который приехал узнать о судьбе своего друга. Между тем Джей Джей пытается разобраться в своей личной жизни. |            |                                            |                        |                                |                  |             |                     |
| 63 | 18         | «Переезд» «The Crossing»                   | Гай Норман Би          | Эрика Мессер и Дебра Фишер     | 7 мая 2008       | 318         | 12.88               |
| Хотч и Росси приглашены в качестве консультантов, чтобы составить профиль женщины, которая убила своего мужа. Тем временем остальные члены команды пытаются вычислить преследователя женщины из Силвер-Спринг, штат Мэриленд. |            |                                            |                        |                                |                  |             |                     |
| 64 | 19         | «Чистый лист» «Tabula Rasa»                | Стив Бойум             | Джей Битти и Дэн Дуоркин       | 14 мая 2008      | 319         | 12.88               |
| Подозреваемый в серийных убийствах внезапно очнулся от комы, в которой пробыл 4 года, он утверждает, что ничего не помнит, даже своего имени. ОАП вновь открывает дело четырёхлетней давности, Хотч даёт показания против подозреваемого в суде, остальные члены команды исследуют его прошлое и ищут способ восстановить воспоминания преступника, чтобы того могли осудить.                                                  |            |                                            |                        |                                |                  |             |                     |
| 65 | 20         | «'Помехи» «Lo-Fi»                          | Гленн Кершоу           | Крис Манди                     | 21 мая 2008      | 319         | 13.15               |
| В Нью-Йорке люди, очевидно не имеющие ничего общего между собой, становятся мишенями неизвестного стрелка. Команда сталкивается с проблемой — необходимо определить, является ли эта беспорядочная стрельба работой одного убийцы или здесь орудует целая команда. Хотч сталкивается с человеком из своего прошлого, а Джей-Джей узнаёт кое-что новое о себе и Уилле.                                                          |            |                                            |                        |                                |                  |             |                     |

### Сезон 4 (2008—2009)
| Номер | Название                                                    | Режиссёр             | Сценарист                  | Дата премьеры    |
| --- | ----------------------------------------------------------- | -------------------- | -------------------------- | ---------------- |
| 66 (1x04) | «Хаос» (англ. Mayhem)                                       | Эдвард Ален Бернеро  | Саймон Миррен              | 24 сентября 2008 |
| Один из членов Отдела Анализа Поведения пострадал от взрыва и пытается спасти своего коллегу. Остальная команда должна найти террористов, ответственных за взрывы и убийства, и понять их замыслы, пока не пострадал кто-нибудь ещё. |                                                             |                      |                            |                  |
| |                                                             |                      |                            |                  |
| 67 (2x04) | «Ангелотворец» (англ. The Angel Maker)                      | Гленн Кершоу         | Джей Битти и Дэн Дуоркин   | 1 октября 2008   |
| После серии убийств в небольшом городке штата Огайо, ОАП подключается к расследованию преступлений, которые подозрительно похожи на работу серийного убийцы «Ангелотворца», который был казнён год назад. Между тем Хотч пытается оправиться от своей раны. |                                                             |                      |                            |                  |
| |                                                             |                      |                            |                  |
| 68 (3x04) | «Минимальные потери» (англ. Minimal Loss)                   | Феликс Энрике Алкала | Эндрю Уайлдер              | 8 октября 2008   |
| Прентисс и Рид под прикрытием прибывают на территорию поселения религиозного культа для расследования предполагаемых случаев жестокого обращения с детьми. Однако что-то пошло не так, и они оказываются взаперти с религиозными фанатиками. |                                                             |                      |                            |                  |
| |                                                             |                      |                            |                  |
| 69 (4x04) | «Рай» (англ. Paradise)                                      | Джон Е. Галлахер     | Эрика Мессер и Дебра Фишер | 22 октября 2008  |
| ОАП присоединяется к расследованию в штате Невада. Серийный убийца мучает и убивает пары в гостиничных номерах и скрывает свои преступления, подстраивая автомобильные аварии. |                                                             |                      |                            |                  |
| |                                                             |                      |                            |                  |
| 70 (5x04) | «Отлов» (англ. Catching out)                                | Чарльз Хейд          | Оан Ли                     | 29 октября 2008  |
| ОАП расследует серию убийств в Центральной долине Калифорнии. Путешествуя на поездах, убийца выбирает своих жертв поблизости от железной дороги, и, на первый взгляд, в его передвижениях нет никакой системы. Между тем Джей-Джей представляет команде агента Джордан Тодд, которая будет выполнять роль специалиста по связям с общественностью пока сама Джей-Джей будет в отпуске.                                                                              |                                                             |                      |                            |                  |
| |                                                             |                      |                            |                  |
| 71 (6x04) | «Инстинкты» (англ. The Instincts)                           | Роб Спера            | Крис Манди                 | 5 ноября 2008    |
| Похищение маленького мальчика в Лас-Вегасе выбивает Рида из колеи — он начинает видеть сны, где его отец стоит над телом мёртвого мальчика, который действительно был убит много лет назад. |                                                             |                      |                            |                  |
| |                                                             |                      |                            |                  |
| 72 (7x04) | «В память» (англ. Memoriam)                                 | Гай Норман Би        | Джей Битти и Дэн Дуоркин   | 12 ноября 2008   |
| Рид решил в одиночку расследовать дело, связанное с его снами. Для того, чтобы найти разгадку, ему придётся отыскать отца, подвергнуться гипнозу, и основательно покопаться в прошлом своей семьи. Между тем у одного из агентов в семье пополнение. |                                                             |                      |                            |                  |
| |                                                             |                      |                            |                  |
| 73 (8x04) | «Шедевр» (англ. Masterpiece)                                | Пол Майкл Глейзер    | Эдвард Ален Бернеро        | 19 ноября 2008   |
| Нарциссический психопат, одержимый последовательностью Фибоначчи, признаётся в том, что уже убил семь человек, и в скором времени умрут ещё пятеро. Профайлерам придётся разгадать замысел психопата, чтобы спасти людям жизни. Агент Тодд сталкивается с тем, что её новые коллеги не могут ей полностью доверять. |                                                             |                      |                            |                  |
| |                                                             |                      |                            |                  |
| 74 (9x04) | «Искусство соблазнения» (англ. 52 Pickup)                   | Бобби Рот            | Брин Фрейзер               | 26 ноября 2008   |
| В Атланте серийный убийца использует пикап, чтобы заманивать жертв. Тодд получает выговор от Хотча после неприятной ситуации с семьёй одной из жертв. |                                                             |                      |                            |                  |
| |                                                             |                      |                            |                  |
| 75 (10x04) | «Братья по оружию» (англ. Brothers in Arms)                 | Гленн Кершоу         | Холли Харольд              | 10 декабря 2008  |
| Когда серийный убийца методично истребляет полицейских в Фениксе, штат Аризона, Морган, как бывший полицейский, воспринимает это слишком лично. |                                                             |                      |                            |                  |
| |                                                             |                      |                            |                  |
| 76 (11x04) | «Обычный» (англ. Normal)                                    | Стив Бойум           | Эндрю Уайлдер              | 17 декабря 2008  |
| Серийный убийца разъезжает по Оранж Каунти, штат Калифорния, и расстреливает блондинок прямо на дорогах. ОАП призван помочь местным правоохранительным органам в поимке убийцы, которого СМИ уже окрестили «Дорожным воином». Дело осложняется тем, что все описывают стрелка как абсолютно непримечательного человека. |                                                             |                      |                            |                  |
| |                                                             |                      |                            |                  |
| 77 (12x04) | «Родственные души» (англ. Soul Mates)                       | Джон Е. Галлахер     | Эрика Мессер и Дебра Фишер | 14 января 2009   |
| Темнокожие и белые девушки пропадают в богатом районе Сарасоты, штат Флорида. Расследуя дело, ОАП задерживает преступника, но неожиданно оказывается, что у него есть сообщник, которого нужно поймать прежде, чем он избавится от улик. |                                                             |                      |                            |                  |
| |                                                             |                      |                            |                  |
| 78 (13x04) | «Родословная» (англ. Bloodline)                             | Тим Мэтисон          | Марк Лайнхэн Брунер        | 21 января 2009   |
| ОАП вызывают в Алабаму, где после убийства родителей похищена маленькая девочка. Вскоре профайлеры узнают, что имеют дело с семьёй цыган, следующих какой-то непонятный традиции. |                                                             |                      |                            |                  |
| |                                                             |                      |                            |                  |
| 79 (14x04) | «Слабое утешение» (англ. Cold Comfort)                      | Анна Ферстер         | Джей Битти и Дэн Дуоркин   | 11 февраля 2009  |
| Серийный убийца в Олимпии, штат Вашингтон уже похитил четырёх молодых блондинок. Когда третью жертву находят забальзамированной, к делу подключается ОАП. В это же время мать последней похищенной девушки нанимает экстрасенса, который сталкивается со скептицизмом Росси. Джей-Джей возвращается из отпуска. |                                                             |                      |                            |                  |
| |                                                             |                      |                            |                  |
| 80 (15x04) | «Возрождение Зоуи» (англ. Zoe's Reprise)                    | Чарльз Кэрролл       | Оан Ли                     | 18 февраля 2009  |
| Местные органы власти в Кливленде, штат Огайо, приглашают ОАП для поимки преступника, который подражает известным серийным убийцам прошлого. Этот случай становится слишком личным для Росси, когда он узнаёт, что последней жертвой стала аспирантка, которая пыталась привлечь внимание Росси к этому делу. |                                                             |                      |                            |                  |
| |                                                             |                      |                            |                  |
| 81 (16x04) | «Удовольствие — моя работа» (англ. Pleasure is My Business) | Гвинет Хордер-Пэйтон | Брин Фрейзер               | 25 февраля 2009  |
| ОАП вызывается в Даллас, чтобы расследовать серию убийств состоятельных мужчин. Вскоре команда понимает, что в деле замешана девушка, выдающая себя за девушку по вызову высокого класса. |                                                             |                      |                            |                  |
| |                                                             |                      |                            |                  |
| 82 (17x04) | «Демонология» (англ. Demonology)                            | Эдвард Ален Бернеро  | Крис Манди                 | 11 марта 2009    |
| От старого знакомого Прентисс узнаёт о том, что их общий друг, Мэттью Бентон, только что умер от сердечного приступа. Также знакомый упоминает, что перед смертью Мэттью подозревал, что вскоре будет убит. При более близком рассмотрении других «естественных» смертей, ОАП находит подозрительные сходства в обстоятельствах гибели людей. По предварительной версии — люди умерли при проведении обряда экзорцизма, который, кажется, санкционирован Ватиканом. |                                                             |                      |                            |                  |
| |                                                             |                      |                            |                  |
| 83 (18x04) | «Всеядный» (англ. Omnivore)                                 | Нельсон МакКормик    | Эндрю Уайлдер              | 18 марта 2009    |
| ОАП едет в Бостон, где снова открыто расследование по делу Бостонского Потрошителя. 10 лет назад это было одним из первых расследований Хотчнера, однако убийца не был пойман, так как внезапно прекратил убийства и скрылся. Теперь маньяк снова орудует на улицах города, чтобы его поймать, профайлерам нужно будет допросить его единственную выжившую жертву.                                                                                                  |                                                             |                      |                            |                  |
| |                                                             |                      |                            |                  |
| 84 (19x04) | «Дом в огне» (англ. House on Fire)                          | Феликс Энрике Алкала | Холли Харольд              | 25 марта 2009    |
| Когда в маленьком городке количество жертв серийного поджигателя превышает 30 человек, команда ОАП берётся за расследование |                                                             |                      |                            |                  |
| |                                                             |                      |                            |                  |
| 85 (20x04) | «Противоречия» (англ. Conflicted)                           | Джейсон Александр    | Рик Данкл                  | 8 апреля 2009    |
| ОАП вызывают в Техас для расследования серии убийств молодых парней в отелях. Команда подозревает, что здесь орудует двое преступников: девушка заманивает парней в номер, а её сообщник насилует и убивает их. |                                                             |                      |                            |                  |
| |                                                             |                      |                            |                  |
| 86 (21x04) | «Оттенки серого» (англ. A Shade of Gray)                    | Карен Гавиола        | Эрика Мессер и Дебра Фишер | 22 апреля 2009   |
| В ходе расследования серии похищений и убийств детей в Черри Хилл, Нью-Джерси, ОАП приходит к выводу, что задержанный подозреваемый не причастен к последнему похищению, и скорее всего здесь замешан кто-то, кого они меньше всего подозревали. |                                                             |                      |                            |                  |
| |                                                             |                      |                            |                  |
| 87 (22x04) | «Большое колесо» (англ. The Big Wheel)                      | Роб Харди            | Саймон Миррен              | 29 апреля 2009   |
| Команда приезжает в Буффало, штат Нью-Йорк, где преступник с обсессивно-компульсивным расстройством убивает блондинок и присылает в полицию видео с просьбой остановить его. |                                                             |                      |                            |                  |
| |                                                             |                      |                            |                  |
| 88 (23x04) | «Наезд» (англ. Roadkill)                                    | Стив Бойум           | Джей Битти и Дэн Дуоркин   | 6 мая 2009       |
| Местные власти Бенда, штат Орегон вызывают ОАП, чтобы поймать серийного убийцу, намеренно сбивающего людей на своей машине. Кевин Линч раскрывает Гарсие, что ему предложили работу за рубежом, и предлагает ей уехать вместе с ним. |                                                             |                      |                            |                  |
| |                                                             |                      |                            |                  |
| 89 (24x04) | «Преувеличение» (англ. Amplification)                       | Джон Е. Галлахер     | Оан Ли                     | 13 мая 2009      |
| ОАП работает совместно с армией США над поисками человека, который выпустил новый штамм смертельной бактерии сибирской язвы в Аннаполисе, штат Мэриленд. Во время поиска лекарства один из членов команды оказывается в смертельной опасности. |                                                             |                      |                            |                  |
| |                                                             |                      |                            |                  |
| 90 (25x04) | «В ад…» (англ. To Hell…)                                    | Чарльз Хейд          | Крис Манди                 | 20 мая 2009      |
| Бывший сержант армии США таранит погранпереход на границе с Канадой. После ареста он заявляет об убийстве десяти человек и требует вызвать ФБР. Профайлеры отправляются в Детройт, штат Мичиган, чтобы во всём разобраться. |                                                             |                      |                            |                  |
| |                                                             |                      |                            |                  |
| 91 (26x04) | «…и обратно» (англ. …And Back)                              | Эдвард Ален Бернеро  | Эдвард Ален Бернеро        | 20 мая 2009      |
| ОАП продолжает расследование в Канаде. Вскоре они понимают, что серийный убийца похищал людей ради медицинских экспериментов, однако истинным монстром оказывается не тот, на кого падает подозрение. Между тем одного из агентов настигает прошлое, и он оказывается в опасности… |                                                             |                      |                            |                  |
| |                                                             |                      |                            |                  |

### Сезон 5 (2009—2010)
| Номер | Название                                            | Режиссёр             | Сценарист                           | Дата премьеры    |
| --- | --------------------------------------------------- | -------------------- | ----------------------------------- | ---------------- |
| 92 (1x05) | «Безымянный и безликий» (англ. Nameless, Faceless)  | Чарльз Кэрролл       | Крис Манди                          | 23 сентября 2009 |
| Росси, Морган, Рид и Джей Джей вызваны местной полицией для помощи в поимке человека, угрожающего врачу скорой помощи убийством его сына, и уже убившего двух человек. Преступник пригрозил убивать по одному человеку в день, если доктор попытается спрятать своего ребёнка. Тем временем агенты замечают, что их начальник уже долгое время не выходит на связь. Прентисс отправляется на квартиру к Хотчу, где вместо коллеги находит лужу крови на полу… |                                                     |                      |                                     |                  |
| |                                                     |                      |                                     |                  |
| 93 (2x05) | «Загнанный» (англ. Haunted)                         | Джон Кассар          | Эрика Мессер                        | 30 сентября 2009 |
| ОАП отправляется в Луисвилл, штат Кентукки, чтобы помочь местным властям поймать психически неуравновешенного мужчину, убившего нескольких клиентов аптеки и скрывшегося с места преступления. Команда должна поймать его прежде, чем он убьёт кого-либо ещё. Между тем, все начинают замечать тревожные изменения в Хотче, который ещё не оправился после нападения Потрошителя.                                                                             |                                                     |                      |                                     |                  |
| |                                                     |                      |                                     |                  |
| 94 (3x05) | «Расплата» (англ. Reckoner)                         | Карен Гавиола        | Джей Битти и Дэн Дуоркин            | 7 октября 2009   |
| Личная и профессиональная жизнь агента Дэвида Росси выходит на первый план, когда ОАП вызывается в его родной город, где погибают люди, ушедшие ранее от правосудия. |                                                     |                      |                                     |                  |
| |                                                     |                      |                                     |                  |
| 95 (4x05) | «Безнадёга» (англ. Hopeless)                        | Феликс Энрике Алкала | Крис Манди                          | 14 октября 2009  |
| ОАП пытается вычислить в столице группу преступников, которые убивают случайных людей просто ради острых ощущений. тем временем родственница одной из жертв обращается к Моргану с целью узнать подробности дела, из-за чего Гарсия начинает предполагать, что у Моргана роман. |                                                     |                      |                                     |                  |
| |                                                     |                      |                                     |                  |
| 96 (5x05) | «От колыбели до могилы» (англ. Cradle to Grave)     | Роб Спера            | Брин Фрейзер                        | 21 октября 2009  |
| Команда едет в Альбукерке в Нью-Мексико, чтобы расследовать дело о серийном убийце, который похищает молодых женщин ради рождения детей. Тем временем Эрин Штраус высказывает опасения. что Хотч больше не может руководить командой, после чего Хотч назначает Моргана руководить текущим делом. |                                                     |                      |                                     |                  |
| |                                                     |                      |                                     |                  |
| 97 (6x05) | «У глаз есть это» (англ. The Eyes Have It)          | Гленн Кершоу         | Оан Ли                              | 4 ноября 2009    |
| ОАП вызывается в Оклахома-Сити, чтобы помочь местным властям выследить серийного убийцу, который забирает глаза своих жертв с собой в качестве сувениров. Расследованием снова руководит Дерек Морган. |                                                     |                      |                                     |                  |
| |                                                     |                      |                                     |                  |
| 98 (7x05) | «Исполнитель» (англ. The Performer)                 | Джон Бэдэм           | Холли Харольд                       | 11 ноября 2009   |
| Агенты прибывают в Лос-Анджелес, чтобы расследовать серию убийств, связанных с рок-певцом, который, похоже, полностью слился со своим жутким альтер эго. |                                                     |                      |                                     |                  |
| |                                                     |                      |                                     |                  |
| 99 (8x05) | «Одураченный» (англ. Outfoxed)                      | Джон Е. Галлахер     | Саймон Миррен                       | 18 ноября 2009   |
| В ходе расследования серии убийств целых семей в Хэмптоне, штат Виргиния. Почерк убийцы имеет много схожих деталей с таковым у старого знакомого ОАП, убийцы по прозвищу «Лис». Хотч и Прентисс связываются с Лисом в тюрьме и получают от него тревожные новости. |                                                     |                      |                                     |                  |
| |                                                     |                      |                                     |                  |
| 100 (9x05) | «100» (англ. 100)                                   | Эдвард Ален Бернеро  | Бо Крес                             | 25 ноября 2009   |
| Бостонский Потрошитель вернулся и начал преследовать семью Хотча. Команда ОАП пытается найти его прежде, чем случится непоправимое. |                                                     |                      |                                     |                  |
| |                                                     |                      |                                     |                  |
| 101 (10x05) | «Раб долга» (англ. The Slave of Duty)               | Чарльз Хейд          | Рик Данкл                           | 9 декабря 2009   |
| В Нэшвилле убийца проникает в дома богатых женщин и усыпает их трупы лепестками роз. Хотчнер берёт отпуск, чтобы определиться со своим будущим после гибели жены. |                                                     |                      |                                     |                  |
| |                                                     |                      |                                     |                  |
| 102 (11x05) | «Возмездие» (англ. Retaliation)                     | Феликс Энрике Алкала | Эрика Мессер                        | 16 декабря 2009  |
| Во время транспортировки преступника в машину с агентом Прентисс и местным полицейским врезается грузовик. Преступник сбегает, воспользовавшись помощью неизвестного водителя грузовика. Теперь команде придётся пересмотреть профиль беглеца, чтобы снова поймать его. |                                                     |                      |                                     |                  |
| |                                                     |                      |                                     |                  |
| 103 (12x05) | «Странная долина» (англ. The Uncanny Valley)        | Анна Ферстер         | Брин Фрейзер                        | 13 января 2009   |
| Команда отправляется в Атлантик-Сити чтобы составить профиль подозреваемого с необычного вида одержимостью: он похищает определённые типы женщин из различных мест по всему городу, а затем превращает их в реальных кукол. |                                                     |                      |                                     |                  |
| |                                                     |                      |                                     |                  |
| 104 (13x05) | «Рискованное дело» (англ. Risky Business)           | Роб Спера            | Джим Клемент                        | 20 января 2009   |
| В Эванстоне (Вайоминг) одно за одним происходят самоубийства подростков, не проявлявших ранее суицидальных наклонностей. Расследование приводит команду ОАП к весьма необычной игре, в которой участники душат себя перед веб-камерой ради внимания подписчиков. |                                                     |                      |                                     |                  |
| |                                                     |                      |                                     |                  |
| 105 (14x05) | «Тунеядец» (англ. Parasite)                         | Чарльз Кэрролл       | Оан Ли                              | 3 февраля 2009   |
| Команда профайлеров охотится за мошенником на юге Флориды. Судя по тому, что мошенник убивает людей, принимавших участие в его махинациях, агенты подозревают у преступника серьёзный кризис идентичности. |                                                     |                      |                                     |                  |
| |                                                     |                      |                                     |                  |
| 106 (15x05) | «Враг государства» (англ. Public Enemy)             | Нельсон МакКормик    | Джесс Проссер                       | 10 февраля 2009  |
| Агенты выезжают в Провиденс, Род-Айленд, где серийный убийца умерщвляет своих жертв в общественных местах, надеясь таким образом посеять страх и панику в городе, а сами жертвы кажутся вторичными по отношению к местам преступлений. ОАП нужно быстрее составить профиль, пока преступник не добился своего. |                                                     |                      |                                     |                  |
| |                                                     |                      |                                     |                  |
| 107 (16x05) | «Переулок Мосли» (англ. Mosley Lane)                | Мэттью Грей Гублер   | Эрика Мессер и Саймон Миррен        | 3 марта 2009     |
| После того, как в Эшбурне (Виргиния) пропадает восьмилетняя девочка, местные власти обращаются к ОАП за помощью. Команда подозревает, что имеет дело с хищником, который похищает детей и держит их у себя по нескольку лет. |                                                     |                      |                                     |                  |
| |                                                     |                      |                                     |                  |
| 108 (17x05) | «Одинокий человек» (англ. Solitary Man)             | Роб Харди            | Кимберли А. Харрисон и Райан Гибсон | 10 марта 2009    |
| В Эджвуде (Нью-Мексико) орудует серийный убийца, который похищает женщин, стремясь найти лучшую мать для своей дочери Джоди. Команда приходит к выводу, что неизвестный является дальнобойщиком, который использует свой грузовик, чтобы заманивать женщин, путешествующих автостопом. |                                                     |                      |                                     |                  |
| |                                                     |                      |                                     |                  |
| 109 (18x05) | «Борьба» (англ. The Fight)                          | Ричард Шепард        | Эдвард Ален Бернеро и Крис Манди    | 7 апреля 2009    |
| Команда профайлеров отправляется в Сан-Франциско для расследования серии убийств мужчин: ежегодно в одни и те же дни находят убитыми четырёх мужчин. Параллельно с этим расследованием команда знакомого Хотча — агента Купера — занимается похищениями и убийствами отцов и их дочерей-брюнеток, также повторяющихся из года в год в одни и те же дни. Команды объединяются, подозревая, что эти дела связаны.                                               |                                                     |                      |                                     |                  |
| |                                                     |                      |                                     |                  |
| 110 (19x05) | «Обряд посвящения» (англ. A Rite of Passage)        | Джон Е. Галлахер     | Виктор Де Иисус                     | 14 апреля 2009   |
| Команда ОАП отправляется в округ Брюстер, штат Техас, чтобы поймать серийного убийцу, оставляющего в публичных местах отрубленные головы нелегальных иммигрантов из Мексики. |                                                     |                      |                                     |                  |
| |                                                     |                      |                                     |                  |
| 111 (20x05) | «…Тысячи слов» (англ. …A Thousand Words)            | Розмари Родригес     | Эдвард Ален Бернеро                 | 5 мая 2009       |
| Команда профайлеров едет в Таллахасси, где серийный убийца, совершивший самоубийство, оставил ключ к местонахождению его последней жертвы в виде татуировок на своём теле. |                                                     |                      |                                     |                  |
| |                                                     |                      |                                     |                  |
| 112 (21x05) | «Сквозные ранения» (англ. Exit Wounds)              | Чарльз Кэрролл       | Рик Данкл                           | 12 мая 2009      |
| Профайлеры вместе с Гарсией отправляются в маленький городок Франклин на Аляске, где гибнут люди, которые планировали покинуть город. Команде необходимо быстрее поймать убийцу, пока местные жители не взяли правосудие в свои руки. Гарсия находится в опасности после того, как становится свидетелем очередного убийства. |                                                     |                      |                                     |                  |
| |                                                     |                      |                                     |                  |
| 113 (22x05) | «Интернет навсегда» (англ. The Internet Is Forever) | Гленн Кершоу         | Брин Фрейзер                        | 19 мая 2009      |
| В Бойсе, штат Айдахо серийный убийца использует Интернет в качестве своих охотничьих угодий и выкладывает видео убийств женщин в сети для своих поклонников. Ситуация становится напряжённой, когда неизвестный вступает в открытое противостояние с командой ОАП. |                                                     |                      |                                     |                  |
| |                                                     |                      |                                     |                  |
| 114 (23x05) | «Наш самый тёмный час» (англ. Our Darkest Hour)     | Эдвард Ален Бернеро  | Эрика Мессер                        | 26 мая 2009      |
| Команда ОАП работает над расследованием серии убийств в Лос-Анджелесе. Преступник с садистскими наклонностями охотится на своих жертв в темноте, убивая целые семьи, за исключением одного, которого специально оставляет в живых, чтобы тот всё помнил. Когда же агенты подходят слишком близко к разгадке, это заканчивается трагично для одного из участников расследования.                                                                               |                                                     |                      |                                     |                  |
| |                                                     |                      |                                     |                  |

### Сезон 6 (2010—2011)
| Номер | Название                                                    | Режиссёр            | Сценарист                        | Дата премьеры    |
| --- | ----------------------------------------------------------- | ------------------- | -------------------------------- | ---------------- |
| 115 (1x06) | «Самая длинная ночь» (англ. The Longest Night)              | Эдвард Ален Бернеро | Эдвард Ален Бернеро              | 22 сентября 2010 |
| ОАП продолжает поиски «Князя тьмы» с удвоенной силой, чтобы вернуть дочь Спайсера, Элли, и остановить маньяка раз и навсегда. Тем временем сам маньяк решил сделать из своей заложницы сообщницу. |                                                             |                     |                                  |                  |
| |                                                             |                     |                                  |                  |
| 116 (2x06) | «Джей-Джей» (англ. JJ)                                      | Чарльз Кэрролл      | Эрика Мессер                     | 29 сентября 2010 |
| Джей-Джей должна перевестись в Пентагон, но не хочет этого. Тем временем команда работает над исчезновением девушки, к которому может быть причастен один из двоих подозреваемых. |                                                             |                     |                                  |                  |
| |                                                             |                     |                                  |                  |
| 117 (3x06) | «Воспоминание о прошлом» (англ. Remembrance of Things Past) | Гленн Кершоу        | Джанин Шерман Барруа             | 6 октября 2010   |
| В Бристоле (Виргиния) некто совершает убийства девушек, повторяя почерк убийцы по прозвищу «Мясник». которого Росси пытался поймать 25 лет назад. Несмотря на то, что его коллеги считают новые убийства делом рук подражателя, сам Росси убеждён, что Мясник снова вышел на охоту. Тем временем все пытаются оправиться после внезапного ухода Джей-Джей. |                                                             |                     |                                  |                  |
| |                                                             |                     |                                  |                  |
| 118 (4x06) | «Компрометирующие позиции» (англ. Compromising Positions)   | Гай Норман Би       | Брин Фрейзер                     | 13 октября 2010  |
| Агенты едут в Акрон, штат Огайо, чтобы расследовать серию убийств пар, которых перед смертью заставляли заниматься сексом. Хотч ищет кого-то на замену Джей-Джей. |                                                             |                     |                                  |                  |
| |                                                             |                     |                                  |                  |
| 119 (5x06) | «Безопасное убежище» (англ. Safe Haven)                     | Энди Уолк           | Алисия Кирк                      | 20 октября 2010  |
| Команда ОАП вызывается расследовать убийства целых семей. Составление профиля довольно затруднительно, так как каждое убийство было совершено своим уникальным способом. Между тем, Моргана неожиданно навещает недавняя знакомая. |                                                             |                     |                                  |                  |
| |                                                             |                     |                                  |                  |
| 120 (6x06) | «Ночь Дьявола» (англ. Devil's Night)                        | Чарльз Хейд         | Рэнди Хаггинс                    | 27 октября 2010  |
| Нескольких людей находят заживо сожжёнными накануне Хэллоуина. ОАП отправляется в Детройт, где команда узнаёт, что выбор именно этих жертв не случаен. |                                                             |                     |                                  |                  |
| |                                                             |                     |                                  |                  |
| 121 (7x06) | «Посредник» (англ. Middle Man)                              | Роб Спера           | Рик Данкл                        | 3 ноября 2010    |
| Тела танцовщиц найдены на кукурузных полях Индианы через два дня после похищения. ОАП должен ускориться, потому что похищена ещё одна девушка. Кроме того, после того как об убийстве объявили в новостях, убийца мог поступить самым непредсказуемым образом.                                                                                             |                                                             |                     |                                  |                  |
| |                                                             |                     |                                  |                  |
| 122 (8x06) | «Отражение желания» (англ. Reflection of Desire)            | Анна Ферстер        | Саймон Миррен                    | 10 ноября 2010   |
| Женщина, пропавшая три дня назад, найдена убитой и обезображенной. Команда должна успеть спасти следующую жертву, пока не стало слишком поздно. Для этого Гарсия должна узнать подробности личной жизни новой жертвы. |                                                             |                     |                                  |                  |
| |                                                             |                     |                                  |                  |
| 123 (9x06) | «В лес» (англ. Into the Woods)                              | Гленн Кершоу        | Кимберли А. Харрисон             | 17 ноября 2010   |
| Тело 10-летнего мальчика найдено в национальном парке «Тропа Аппалачи» через год после его пропажи. Но убит он был спустя полгода после похищения. Команда выясняет, что это далеко не первый подобный случай. |                                                             |                     |                                  |                  |
| |                                                             |                     |                                  |                  |
| 124 (10x06) | «Что происходит дома» (англ. What Happens at Home)          | Ян Элиасберг        | Эдвард Ален Бернеро              | 8 декабря 2010   |
| Агенты отправляются в Лас-Крусес (Нью-Мексико) чтоб поймать убийцу, нападающего на женщин в их собственных домах. В качестве консультанта они выбирают девушку, чей отец убил 25 женщин. |                                                             |                     |                                  |                  |
| |                                                             |                     |                                  |                  |
| 125 (11x06) | «Приговорённый пожизненно» (англ. 25 to Life)               | Чарльз Кэрролл      | Эрика Мессер                     | 15 декабря 2010  |
| Врач-педиатр отсидел 25 лет за убийство, которого, по его словам, он не совершал. Морган помогает ему в условно-досрочном освобождении, но сожалеет о своём решении, когда появляется очередная жертва. Однако вскоре команда находит доказательства, что возможно врач не совершал ни этого убийства, ни того, за которое его посадили.                   |                                                             |                     |                                  |                  |
| |                                                             |                     |                                  |                  |
| 126 (12x06) | «Душа» (англ. Corazon)                                      | Джон Е. Галлахер    | Катарина Виттих                  | 19 декабря 2010  |
| Команда расследует серию странных ритуальных убийств в Майами. Один из членов команды сильно обеспокоен своим здоровьем. |                                                             |                     |                                  |                  |
| |                                                             |                     |                                  |                  |
| 127 (13x06) | «Тринадцатый шаг» (англ. The Thirteenth Step)               | Дуглас Арниокоски   | Джанин Шерман Барруа             | 26 января 2011   |
| Двое молодых людей устраивают кровавые расправы в Монтане. Команда ОАП отправляется на места преступления, чтобы остановить их. Прентисс получает неутешительные новости от своего прежнего начальника. |                                                             |                     |                                  |                  |
| |                                                             |                     |                                  |                  |
| 128 (14x06) | «Чувственная память» (англ. Sense Memory)                   | Роб Спера           | Рэнди Хаггинс                    | 9 февраля 2011   |
| Агенты отправляются в Лос-Анджелес, чтобы расследовать серию необычных похищений и убийств молодых женщин. Прентисс вспоминает события, произошедшие с ней до того, как она присоединилась к ОАП. |                                                             |                     |                                  |                  |
| |                                                             |                     |                                  |                  |
| 129 (15x06) | «Я есть сегодня» (англ. Today I Do)                         | Али Селим           | Алисия Кирк                      | 16 февраля 2011  |
| Команда ОАП выслеживает фиктивного тренера по самомотивации, терапия которого заканчивается для его пациентов смертью. Прентисс получает тревожные новости об одной из её бывших коллег. |                                                             |                     |                                  |                  |
| |                                                             |                     |                                  |                  |
| 130 (16x06) | «Хвост» (англ. Coda)                                        | Роб Харди           | Рик Данкл                        | 23 февраля 2011  |
| Рид пытается наладить контакт с ребёнком-аутистом, чтобы помочь в поиске родителей мальчика в городе Лафайет, штат Луизиана. Прентисс встречается со своим заклятым врагом — Яном Дойлом — лицом к лицу. |                                                             |                     |                                  |                  |
| |                                                             |                     |                                  |                  |
| 131 (17x06) | «Вальгалла» (англ. Valhalla)                                | Чарльз Кэрролл      | Эрика Мессер и Саймон Миррен     | 2 марта 2011     |
| В Вашингтоне происходит ряд убийств, Прентисс, подозревая, что к ним может быть причастен Дойл, направляется туда. Морган, а затем и остальная команда, пытается ей помочь |                                                             |                     |                                  |                  |
| |                                                             |                     |                                  |                  |
| 132 (18x06) | «Лорен» (англ. Lauren)                                      | Мэттью Грей Гублер  | Брин Фрейзер                     | 16 марта 2011    |
| Команда ОАП вынуждена обратиться к помощи Джей-Джей после того, как Прентисс не сказав остальным ни слова уехала, чтобы поймать Дойла. |                                                             |                     |                                  |                  |
| |                                                             |                     |                                  |                  |
| 133 (19x06) | «С такими друзьями…» (англ. With Friends Like These…)       | Анна Ферстер        | Джанин Шерман Барруа             | 30 марта 2011    |
| Команда едет в Портленд, чтобы найти убийц, вероятно наркоманов, которые беспричинно и жестоко забивают своих жертв. Только вот специалисты не уверены, что делает это группа. |                                                             |                     |                                  |                  |
| |                                                             |                     |                                  |                  |
| 134 (20x06) | «Хэнли Уотерс» (англ. Hanley Waters)                        | Джесс Уорн          | Алисия Кирк и Рэнди Хаггинс      | 30 марта 2011    |
| ОАП ведёт расследование в Тампе, где женщина, потерявшая ребёнка, разъезжает по городу с пистолетом и убивает случайных людей. Члены ОАП пытаются справиться с новостью о смерти Эмили Прентисс. |                                                             |                     |                                  |                  |
| |                                                             |                     |                                  |                  |
| 135 (21x06) | «Незнакомец» (англ. The Stranger)                           | Нельсон МакКормик   | Кимберли А. Харрисон и Рик Данкл | 13 апреля 2011   |
| Команда ОАП расследует дело, где убийца-психопат убивает женщин при похожих обстоятельствах. И похожих между собой как сёстры. Штраус, после гибели Прентисс, берёт ОАП под личное наблюдение. |                                                             |                     |                                  |                  |
| |                                                             |                     |                                  |                  |
| 136 (22x06) | «Из света» (англ. Out of the Light)                         | Дуглас Арниокоски   | Роджер Хедден                    | 4 мая 2011       |
| В Северной Каролине неизвестный убил девушку и похитил ещё одну. ОАП неожиданно для себя выясняет, что эти женщины — не первые жертвы преступника |                                                             |                     |                                  |                  |
| |                                                             |                     |                                  |                  |
| 137 (23x06) | «Большое море» (англ. Big Sea)                              | Гленн Кершоу        | Джим Клемент и Брин Фрейзер      | 11 мая 2011      |
| Помпой высосало из моря кости нескольких десятков людей. Единственное, что могут сказать специалисты — все останки принадлежат взрослым людям и убийца ещё активен. К Моргану приходит его тётя, которая думает, что её пропавшая дочь, кузина Дерека, может быть среди найденных жертв.                                                                   |                                                             |                     |                                  |                  |
| |                                                             |                     |                                  |                  |
| 138 (24x06) | «Спрос и предложение» (англ. Supply & Demand)               | Чарльз Кэрролл      | Эрика Мессер                     | 18 мая 2011      |
| В багажнике машины, упавшей с обрыва находят два трупа давно пропавших студентов. Команде предстоит выяснить, не является ли погибший водитель частью группы по торговле людьми. Хотч объявляет команде, что в составе команды скоро будет ещё один человек, и им оказался тот, кого они меньше всего ожидали увидеть.                                     |                                                             |                     |                                  |                  |
| |                                                             |                     |                                  |                  |

### Сезон 7 (2011—2012)
| Номер | Название                                                    | Режиссёр             | Сценарист            | Дата премьеры    |
| --- | ----------------------------------------------------------- | -------------------- | -------------------- | ---------------- |
| 139 (1x07) | «Всем миром» (англ. It Takes a Village)                     | Гленн Кершоу         | Эрика Мессер         | 21 сентября 2011 |
| Команда ОАП обвиняют в превышении полномочий при поимке Дойла. Противостоять обвинениям ей помогают вернувшиеся Прентисс и Джей-Джей. Тем временем выясняется что у Дойла есть сын, которого следует обезопасить прежде, чем случится непоправимое. |                                                             |                      |                      |                  |
| |                                                             |                      |                      |                  |
| 140 (2x07) | «Доказательство» (англ. Proof)                              | Карен Гавиола        | Джанин Шерман Барруа | 28 сентября 2011 |
| В городке Дорент (Оклахома) за три дня было найдено два трупа девушек. Они были изнасилованы, а их глаза — залиты серной кислотой. Команда полагает, что маньяк — умственно неполноценный. Тем временем Прентисс и Джей-Джей замечают, что их отношения с Ридом ухудшились, а Росси пытается собрать своих коллег у себя дома, чтобы продемонстрировать навыки готовки. |                                                             |                      |                      |                  |
| |                                                             |                      |                      |                  |
| 141 (3x07) | «Дорадо Фоллз» (англ. Dorado Falls)                         | Феликс Энрике Алкала | Шэрон Ли Уотсон      | 5 октября 2011   |
| В офисе убито 8 сотрудников. Хотч и его команда предполагают, что у убийцы ПТСР, и он не собирается останавливаться. Прентисс проходит переаттестацию на агента ОАП, её экзаменатором становится Дерек Морган |                                                             |                      |                      |                  |
| |                                                             |                      |                      |                  |
| 142 (4x07) | «Безболезненный» (англ. Painless)                           | Ларри Тенг           | Брин Фрейзер         | 12 октября 2011  |
| В школе городка Бойсе (штат Айдахо) 10 лет назад погибло 13 школьников. Теперь убит директор этой школы, а несколько дней спустя начинают погибать те, кто выжил. Команде ОАП предстоит узнать кто за этим стоит. Хотч узнаёт, что его сын подвергается нападкам школьных хулиганов. Морган и Рид обмениваются розыгрышами. |                                                             |                      |                      |                  |
| |                                                             |                      |                      |                  |
| 143 (5x07) | «С детства» (англ. From Childhood's Hour)                   | Анна Ферстер         | Брюс Зиммерман       | 19 октября 2011  |
| Кто-то похищает детей, которых обижают их матери. Команда ОАП предполагает, что это психопат, работающий в службе 911. Росси узнаёт неприятные новости от своей бывшей первой жены. |                                                             |                      |                      |                  |
| |                                                             |                      |                      |                  |
| 144 (6x07) | «Эпилог» (англ. Epilogue)                                   | Гай Ферланд          | Рик Данкл            | 2 ноября 2011    |
| Вокруг озера находят трупы молодых людей и девушек. Команда ОАП ищут человека, который топит, а затем неоднократно оживляет своих жертв. Между тем Росси пытается принять нелёгкое решение относительно его первой жены после того, как она рассказала ему шокирующие новости. |                                                             |                      |                      |                  |
| |                                                             |                      |                      |                  |
| 145 (7x07) | «Нет места лучше дома» (англ. There's No Place Like Home)   | Роб Спера            | Вёрджил Уильямс      | 9 ноября 2011    |
| Кто-то похищает молодых парней и после убийства отрезает им конечности. Команда подозревает, что это психопат, на которого огромное влияние оказывает бушующий торнадо. Из-за работы у Джей-Джей начинаются проблемы в семье. |                                                             |                      |                      |                  |
| |                                                             |                      |                      |                  |
| 146 (8x07) | «Надежда» (англ. Hope)                                      | Майкл Уоткинс        | Кимберли А. Харрисон | 16 ноября 2011   |
| Гарсиа пытается помочь подруге из группы поддержки преодолеть боль от утраты дочери, которую похитили семь лет назад. Неожиданно саму женщину похищают, и команда помогает Пенелопе найти её. |                                                             |                      |                      |                  |
| |                                                             |                      |                      |                  |
| 147 (9x07) | «Накликанная беда» (англ. Self-Fulfilling Prophecy)         | Чарльз Хейд          | Эрика Мессер         | 7 декабря 2011   |
| Пятеро курсантов военной академии Саммервиль покончили собой при загадочных обстоятельствах. Отдел ОАП должен узнать, что же случилось на самом деле. Морган узнаёт о серьёзных проблемах Штраус с алкоголем. Он раскрывает это Хотчу, реакция которого его удивила. |                                                             |                      |                      |                  |
| |                                                             |                      |                      |                  |
| 148 (10x07) | «Горько-сладкая наука» (англ. The Bittersweet Science)      | Роб Харди            | Джанин Шерман Барруа | 14 декабря 2011  |
| Команда расследуют убийства, которые совершил боксёр в порывах гнева. Во время подготовки к триатлону Хотч знакомится с интересным человеком. |                                                             |                      |                      |                  |
| |                                                             |                      |                      |                  |
| 149 (11x07) | «Истинный гений» (англ. True Genius)                        | Гленн Кершоу         | Шэрон Ли Уотсон      | 14 декабря 2011  |
| Серия убийств молодых пар подозрительно схожа с теми, которые совершал более 30 лет назад таинственный серийный убийца по прозвищу «Зодиак». Рид начинает задумываться над тем, должен ли он использовать свой интеллект на что-то более существенное, чем поимка преступников. |                                                             |                      |                      |                  |
| |                                                             |                      |                      |                  |
| 150 (12x07) | «Подозреваемый» (англ. Unknown Subject)                     | Майкл Ланж           | Брин Фрейзер         | 25 января 2012   |
| В Хьюстоне появляется известный насильник, который теперь повторно насилует своих жертв. Прентисс снова борется с последствиями решения инсценировать свою смерть. |                                                             |                      |                      |                  |
| |                                                             |                      |                      |                  |
| 151 (13x07) | «Глаза змеи» (англ. Snake Eyes)                             | Даг Арниокоски       | Брюс Зиммерман       | 8 февраля 2012   |
| Агенты расследуют убийства, которые совершил человек зависимый от игр в казино. Он верит, что убийства принесут ему удачу. После ссоры с Кевином Линчем, Гарсия начинает считать, что она и Морган слишком сблизились. |                                                             |                      |                      |                  |
| |                                                             |                      |                      |                  |
| 152 (14x07) | «Время закрытия» (англ. Closing Time)                       | Джесси Уорн          | Рик Данкл            | 15 февраля 2012  |
| Хотч и его команда ищут человека, который убивает людей, изменяющих своим вторым половинкам, и оставляет их в вышке спасателя. Хотч идёт на свидание. |                                                             |                      |                      |                  |
| |                                                             |                      |                      |                  |
| 153 (15x07) | «Тонкая линия» (англ. A Thin Line)                          | Майкл Уоткинс        | Вёрджил Уильямс      | 22 февраля 2012  |
| ОАП расследует убийства семей, которые произошли в одном из районом в течение одной недели. В обоих случаях один из нападавший застрелен. И это тоже выглядит, как убийство. Прентисс и Морган расходятся во мнении по поводу обучения новичков и их спор заканчивается ничем. |                                                             |                      |                      |                  |
| |                                                             |                      |                      |                  |
| 154 (16x07) | «Семейное дело» (англ. A Family Affair)                     | Роб Спера            | Кимберли А. Харрисон | 29 февраля 2012  |
| Хотч и его команда расследуют дело, в котором родители помогают своему парализованному сыну-убийце скрывать преступления и избавляться от трупов. Хотч знакомит Бет с Джеком. |                                                             |                      |                      |                  |
| |                                                             |                      |                      |                  |
| 155 (17x07) | «Я люблю тебя, Томми Браун» (англ. I Love You, Tommy Brown) | Джон Терлески        | Джанин Шерман Барруа | 14 марта 2012    |
| Бывшая учительница, которая была арестована за совращение своего ученика, убивает людей, чтобы воссоединить семью. Команда ОАП вызвана, чтобы найти убийцу. Кевин пытается сделать Пенелопе предложение. |                                                             |                      |                      |                  |
| |                                                             |                      |                      |                  |
| 156 (18x07) | «Основа» (англ. Foundation)                                 | Дермотт Даунс        | Джим Клемент         | 21 марта 2012    |
| Отдел по розыску похищенных детей приглашает команду ОАП, когда семья находит мальчика, пробывшего в плену у маньяка 8 лет. Им предстоит разговорить мальчика, чтобы найти новую жертву. |                                                             |                      |                      |                  |
| |                                                             |                      |                      |                  |
| 157 (19x07) | «Усадьба Хитридж» (англ. Heathridge Manor)                  | Мэттью Грей Гублер   | Шэрон Ли Уотсон      | 4 апреля 2012    |
| Двое подростков обнаруживают в заброшенной психиатрической больнице тело женщины. Агенты ОАП пытаются выяснить, действует ли убийца, потакая своим желаниям, или пытаясь спасти свою семью. |                                                             |                      |                      |                  |
| |                                                             |                      |                      |                  |
| 158 (20x07) | «Компания» (англ. The Company)                              | Нельсон МакКормик    | Брин Фрейзер         | 4 апреля 2012    |
| Сестра Моргана попала в аварию, но перед этим она видела в соседней машине их кузину, пропавшую 8 лет назад. После этого Морган вынужден признаться, что кое-что скрывал от семьи. Команда ОАП возобновляет дело о её пропаже. |                                                             |                      |                      |                  |
| |                                                             |                      |                      |                  |
| 159 (21x07) | «Волшебная лоза» (англ. Divining Rod)                       | Даг Арниокоски       | Брюс Зиммерман       | 2 мая 2012       |
| После казни серийного убийцы, кто-то начинает убивать молодых женщин такого же типа и таким же способом. Узнать мотивы убийцы — задача ОАП. Выясняется, что Прентисс начала скупать недвижимость. |                                                             |                      |                      |                  |
| |                                                             |                      |                      |                  |
| 160 (22x07) | «Профиль 101» (англ. Profiling 101)                         | Феликс Энрике Алкала | Вёрджил Уильямс      | 9 мая 2012       |
| Маньяк-убийца, который убивал своих жертв, вырезая их репродуктивную систему, с 1992 года, терроризирует Росси, поздравляя его с днём рождения «по-особому». |                                                             |                      |                      |                  |
| |                                                             |                      |                      |                  |
| 161 (23x07) | «Бей» (англ. Hit)                                           | Майкл Ланж           | Рик Данкл            | 16 мая 2012      |
| На один из офисов банка совершается нападение — двое мужчин и женщина в масках карт берут посетителей и служащих банка в заложники. Уилл и его напарница прибывают на место преступления, чтобы задержать преступников, и Уилл ранит одного из них. Команда ОАП прибывает, чтобы вести переговоры с грабителями, однако главная цель преступников вовсе не деньги. Прентисс получает звонок от своего бывшего начальника из Интерпола и начинает задумываться о своём дальнейшем будущем. |                                                             |                      |                      |                  |
| |                                                             |                      |                      |                  |
| 162 (24x07) | «Беги» (англ. Run)                                          | Коннор Нортон        | Эрика Мессер         | 16 мая 2012      |
| Преступники всё ещё держат у себя Уилла, но вскоре команда ОАП понимает для чего он им нужен, и прибывают туда, где, вероятно, находятся преступники. Прентисс обезвреживает бомбу на Уилле. В больнице Уилл делает предложение Джей-Джей, и они женятся, но это омрачается одним событием: Прентисс решила вернуться в Интерпол. |                                                             |                      |                      |                  |
| |                                                             |                      |                      |                  |

### Сезон 8 (2012—2013)
| Номер | Название                                          | Режиссёр             | Сценарист                           | Дата премьеры    |
| --- | ------------------------------------------------- | -------------------- | ----------------------------------- | ---------------- |
| 163 (1x08) | «Глушитель» (англ. The Silencer)                  | Гленн Кершоу         | Эрика Мессер                        | 26 сентября 2012 |
| В Абилине (Техас) в аварию попадает машина скорой помощи, перевозившая преступника. В результате серийный убийца, зашивавший рты ещё живым жертвам, оказывается на свободе. ОАП призван поймать беглеца, тем более отдел ранее уже консультировал по делу «Глушителя». Морган и Гарсия навещают друга в Лондоне. В отделе появляется новый профайлер — эксперт по лингвистике доктор Алекс Блейк. Тем временем кто-то начал следить за командой ОАП. |                                                   |                      |                                     |                  |
| |                                                   |                      |                                     |                  |
| 164 (2x08) | «Пакт» (англ. The Pact)                           | Карен Гавиола        | Джанин Шерман Барруа                | 10 октября 2012  |
| Двоих людей убили волочением по асфальту в двух разных городах Калифорнии. ОАП вылетает на помощь местным служителям правопорядка. Выясняется, что два разных преступника работают сообща, чтобы отомстить тем, кто ушёл от правосудия |                                                   |                      |                                     |                  |
| |                                                   |                      |                                     |                  |
| 165 (3x08) | «Сквозь стекло» (англ. Through the Looking Glass) | Дермотт Даунс        | Шерон Ли Уотсон                     | 17 октября 2012  |
| ОАП пытается связать убийство семьи и похищение другой в Канзасе. У команды есть трое суток на поиски пропавших людей. Тем временем в отношениях Аарона и Бет новый этап. |                                                   |                      |                                     |                  |
| |                                                   |                      |                                     |                  |
| 166 (4x08) | «Комплекс Бога» (англ. God Complex)               | Ларри Тенг           | Брин Фрейзер                        | 24 октября 2012  |
| Тело без правой ноги найдено в мексиканской пустыне неподалёку от границы с США, и ещё один человек с ампутированной ногой обнаружен в мотеле Нью-Мексико. ОАП подозревает, что только человек, имеющий хирургическое образование, способен провести подобные операции, но не всё так очевидно. Рид начал общаться по телефону с таинственной незнакомкой, что заинтриговало его коллег.                                                             |                                                   |                      |                                     |                  |
| |                                                   |                      |                                     |                  |
| 167 (5x08) | «Хорошая почва» (англ. The Good Earth)            | Джон Терлески        | Брюс Зиммерман                      | 31 октября 2012  |
| Четверо мужчин пропало близ городка Ла-Гранд, штат Орегон, ОАП пытаются установить связь между жертвами и успеть найти их живыми. Джей-Джей расстроена тем, что её сын отказывается праздновать Хэллоуин. |                                                   |                      |                                     |                  |
| |                                                   |                      |                                     |                  |
| 168 (6x08) | «Ученичество» (англ. The Apprenticeship)          | Боб Бейли            | Вёрджил Уильямс                     | 7 ноября 2012    |
| Жестоко убита проститутка в Майами. Похожие убийства случались и ранее, но со щенками. ОАП создаёт психологический портрет преступника, перешедшего с собак на людей. Однако, вскоре находят второе тело, и почерк преступления отличается. Снова обнаруживают труп с зашитым ртом, однако «Глушитель» точно не мог сделать этого. Морган пытается уговорить Рида присоединиться к команде ФБР по софтболу. Кто-то продолжает следить за командой.   |                                                   |                      |                                     |                  |
| |                                                   |                      |                                     |                  |
| 169 (7x08) | «Падший» (англ. The Fallen)                       | Даг Арниокоски       | Рик Данкл                           | 14 ноября 2012   |
| Трупы обгоревших бездомных находят в популярном прибрежном районе Санта-Моники, Калифорния. ОАП начинает расследование, и в его ходе Росси сталкивается с человеком из прошлого. |                                                   |                      |                                     |                  |
| |                                                   |                      |                                     |                  |
| 170 (8x08) | «Автобусные колёса» (англ. The Wheels on the Bus) | Роберт Харди         | Кимберли Энн Харрисон               | 21 ноября 2012   |
| Неизвестные в масках захватили и угнали школьный автобус вблизи Вашингтона. По мере анализа происшествия становится ясно, что похитители хотят использовать школьников в своей игре. |                                                   |                      |                                     |                  |
| |                                                   |                      |                                     |                  |
| 171 (9x08) | «Волшебный свет» (англ. Magnificent Light)        | Джон Кречмер         | Шэрон Ли Уотсон                     | 28 ноября 2012   |
| Участники популярного шоу в Сиэтле жестоко убиты, а местоположение ведущего неизвестно даже его личному менеджеру. Расследование приводит к человеку, у которого «особый дар». Гарсия пытается выяснить, почему Морган не хочет идти на ужин в честь старого друга. Тот, кто следит за командой ОАП, собирает новую информацию. |                                                   |                      |                                     |                  |
| |                                                   |                      |                                     |                  |
| 172 (10x08) | «Урок» (англ. The Lesson)                         | Мэттью Грей Гублер   | Джанин Шерман Барруа                | 5 декабря 2012   |
| В городе Винслоу, штат Аризона находят трупы молодых мужчин с повреждениями, которые могли быть получены вследствие средневековых пыток. Вскоре становится известно о похищении женщины, и ОАП пытается найти логику в поступках преступника. Собеседница Рида предлагает ему встретиться лично. |                                                   |                      |                                     |                  |
| |                                                   |                      |                                     |                  |
| 173 (11x08) | «Круговорот» (англ. Perennials)                   | Майкл Ланж           | Брюс Зиммерман                      | 12 декабря 2012  |
| В Сатсуме (Алабама) кто-то убивает никак не связанных друг с другом людей и оставляет на местах убийств личинок мухи. ОАП приходит к выводу, что преступник копирует конкретного серийного убийцу, который уже мёртв. Отдел берёт ещё одно дело параллельно текущему: убийства людей совершаются, подражая почеркам преступников, которые уже были обличены ОАП прежде.                                                                              |                                                   |                      |                                     |                  |
| |                                                   |                      |                                     |                  |
| 174 (12x08) | «Цуцванг» (англ. Zugzwang)                        | Джесси Варн          | Брин Фрейзер                        | 16 января 2013   |
| Девушка, с которой Рид до сих пор общался только по телефону, оказывается в опасности, и ОАП должен найти преступника прежде, чем будет слишком поздно. |                                                   |                      |                                     |                  |
| |                                                   |                      |                                     |                  |
| 175 (13x08) | «Выдающееся произведение» (англ. Magnum Opus)     | Гленн Кершоу         | Джейсон Бернео                      | 23 января 2013   |
| В Сан-Франциско некто выбрасывает на улицу обескровленные трупы людей. Никакой видимой связи между жертвами нет, и ОАП принимается работать с версией, что убийце нужна кровь. Рид пытается прийти в себя после того, как та, с которой он общался долгое время, погибла. |                                                   |                      |                                     |                  |
| |                                                   |                      |                                     |                  |
| 176 (14x08) | «Всё, что осталось» (англ. All That Remains)      | Томас Гибсон         | Эрика Мессер                        | 6 февраля 2013   |
| Команда ОАП вылетает в Солсбери, Мэриленд. Причина — пропажа двух девочек-подростков ровно год спустя, как пропала их мать. Главным подозреваемым становится отец семейства. |                                                   |                      |                                     |                  |
| |                                                   |                      |                                     |                  |
| 177 (15x08) | «Сломанный» (англ. Broken)                        | Ларри Тэнг           | Рик Данкл                           | 20 февраля 2013  |
| В Остине (штат Техас) некто жестоко убивает людей и оставляет на трупах часы с неправильным временем. Команда понимает, что время на часах — это ключ к разгадке дела. Тот, кто следит за командой, делает свой ход. |                                                   |                      |                                     |                  |
| |                                                   |                      |                                     |                  |
| 178 (16x08) | «Точная копия» (англ. Carbon Copy)                | Роб Харди            | Вёрджил Уильямс                     | 27 февраля 2013  |
| Преступник, что преследует команду ОАП, снова убивает, на этот раз в Филадельфии, штат Пенсильвания. Агент Блэйк борется со своими демонами после того, как Штраус попросила у неё прощения за прошлую обиду. |                                                   |                      |                                     |                  |
| |                                                   |                      |                                     |                  |
| 179 (17x08) | «Подборка» (англ. The Gathering)                  | Майкл Ландж          | Кимберли Энн Харрисон               | 20 марта 2013    |
| Молодых женщин убивают разными способами в Сент-Поле, Миннесота. Убийства повторяют фантазии девушек, высказанные ими в социальных сетях. ОАП ищет того, кто мог бы следить через интернет за всеми жертвами. Гарсия подозревает, что Кевин ревнует её к новому парню, с которым она его познакомила |                                                   |                      |                                     |                  |
| |                                                   |                      |                                     |                  |
| 180 (18x08) | «Возрождение» (англ. Restoration)                 | Феликс Энрике Алкала | Джим Клемент и Джанин Шерман Барруа | 20 марта 2013    |
| Мужчины средних лет забиты руками до смерти в Чикаго в районе, знакомому Моргану с детства. Во время расследования выясняется, что это дело связано со старым делом наставника Дерека. |                                                   |                      |                                     |                  |
| |                                                   |                      |                                     |                  |
| 181 (19x08) | «Заплати Другому» (англ. Pay It Forward)          | Джон Терлески        | Брюс Зиммерман                      | 10 апреля 2013   |
| Во время вскрытия временной капсулы в Колорадо Спрингс, заложенной 25 лет назад, находят отрубленную человеческую голову. Вскоре в округе находят обезглавленный человеческий труп. ОАП выясняет, что все события связаны с изнасилованием, произошедшим 25 лет назад. |                                                   |                      |                                     |                  |
| |                                                   |                      |                                     |                  |
| 182 (20x08) | «Алхимия» (англ. Alchemy)                         | Мэттью Грей Гублер   | Шерон Ли Уотсон                     | 1 мая 2013       |
| Два убийства, в которых обе жертвы — молодые мужчины, а трупы — расчленены, по началу не связывают в серию. Однако, Рид предполагает, что преступник один, и оказывается прав. Команда летит в Рапид-Сити, Южная Дакота и начинает расследование. Первые версии — ритуальное убийство или действия защитников природы. Рид страдает бессонницей, так как всё ещё не может простить себе смерть своей собеседницы.                                    |                                                   |                      |                                     |                  |
| |                                                   |                      |                                     |                  |
| 183 (21x08) | «Дорогая няня» (англ. Nanny Dearest)              | Даг Аарниокоски      | Вёрджил Уильямс                     | 8 мая 2013       |
| В городах по побережью Калифорнии похищают нянь с детьми. Детей вскоре оставляют целыми и невредимыми в церкви или больнице, а вот девушек убивают после многочисленных пыток. Преступник совершает это действие раз в год, приурочив его к определённой дате, и агенты работают на опережение. Однако, в этом году ребёнка не вернули. Параллельно расследованию, ОАП пытается разговорить единственную выжившую девушку, которая сбежала.          |                                                   |                      |                                     |                  |
| |                                                   |                      |                                     |                  |
| 184 (22x08) | «Номер шесть» (англ. #6)                          | Карен Гавиола        | Брин Фрейзер                        | 15 мая 2013      |
| В Детройте убивают семейные пары, оставляя тела в багажниках их же машин. Агенты ОАП приходят к выводу, что преступник заставляет супругов мучить друг друга. Но поведение убийцы меняется после того, как была похищена шестая жертва. Тем временем к Блейк приезжает бывший муж, и она принимает важное решение о своём будущем. |                                                   |                      |                                     |                  |
| |                                                   |                      |                                     |                  |
| 185 (23x08) | «Братья Хотчнеры» (англ. Brothers Hotchner)       | Роб Бейли            | Рик Данкл                           | 22 мая 2013      |
| В ночном клубе в Нью-Йорке, где работает младший брат Аарона, происходит убийство — девушка истекает кровью от передозировки смесью экстази и метамфетамина. За расследование берётся ОАП, тем временем такой же смертью умирают люди, никак не связанные с ночным клубом. Следящий за командой находит одного из агентов, чтобы нанести удар. |                                                   |                      |                                     |                  |
| |                                                   |                      |                                     |                  |
| 186 (24x08) | «Подражатель» (англ. The Replicator)              | Гленн Кершоу         | Эрика Мессер                        | 22 мая 2013      |
| Следящий за командой отравляет одного из агентов. Команда решает вернуться в офис, чтобы поймать его, но, во-первых, информационная система ФБР выведена из рабочего состояния, во-вторых, скорее всего, подражатель — один из высокопоставленных чиновников. Оба этих фактора тормозят расследование, однако, ОАП не сдаётся. |                                                   |                      |                                     |                  |
| |                                                   |                      |                                     |                  |

### Сезон 9 (2013—2014)
| Номер | Название                                                            | Режиссёр              | Сценарист                                      | Дата премьеры    |
| --- | ------------------------------------------------------------------- | --------------------- | ---------------------------------------------- | ---------------- |
| 187 (1x09) | «Вдохновение» (англ. The Inspiration)                               | Гленн Кершоу          | Джанин Шерман Барруа                           | 25 сентября 2013 |
| В Глендейле (Аризона) некто убивает женщин, оставляя их в позе молящейся. Помимо этого жертв заставляли есть человеческую плоть перед смертью. Расследование, поначалу стремительное и успешное, заходит в тупик. Тем временем Хотчнер решает, занимать ли место начальника ОАП.                                       |                                                                     |                       |                                                |                  |
| |                                                                     |                       |                                                |                  |
| 188 (2x09) | «Вдохновлённый» (англ. The Inspired)                                | Ларри Тэнг            | Брин Фрэйзер                                   | 2 октября 2013   |
| Команда продолжает поиск убийцы в Глендейле. ОАП, оказавшийся в нелёгкой ситуации, с честью выходит из неё, получая отличные отзывы начальства. Вопрос о новом начальнике отдела решается так, как и хотели члены ОАП.                                                                                                 |                                                                     |                       |                                                |                  |
| |                                                                     |                       |                                                |                  |
| 189 (3x09) | «Последний выстрел» (англ. Final Shot)                              | Бетани Руни           | Шэрон Ли Уотсон                                | 9 октября 2013   |
| В Далласе орудует неизвестный снайпер, убивая людей на улицах. ОАП выясняет, что, возможно, на неизвестного повлияла надвигающаяся годовщина убийства Кеннеди. |                                                                     |                       |                                                |                  |
| |                                                                     |                       |                                                |                  |
| 190 (4x09) | «Свидетель» (англ. To Bear Witness)                                 | Роб Бэйли             | Эрика Мессер                                   | 16 октября 2013  |
| ОАП отправляется в Балтимор, поскольку там находят человека, которому была сделана лоботомия. Жертва лишена возможности говорить вследствие операции, но изо всех сил старается помочь следствию. Также команда знакомится со своим новым начальником, Матео Крусом, у которого есть общее тайное прошлое с Джей-Джей. |                                                                     |                       |                                                |                  |
| |                                                                     |                       |                                                |                  |
| 191 (5x09) | «Шоссе 66» (англ. Route 66)                                         | Даг Аарниокоски       | Вёрджил Уильямс                                | 23 октября 2013  |
| У Хотча неожиданно возникают осложнения из-за раны, которую ему когда-то нанёс Фойет, и он оказывается в больнице. Тем временем его коллеги расследуют исчезновение подростка, главным подозреваемым в котором является отец.                                                                                          |                                                                     |                       |                                                |                  |
| |                                                                     |                       |                                                |                  |
| 192 (6x09) | «В крови» (англ. In the Blood)                                      | Майкл Лэнг            | Брюс Зиммерман                                 | 30 октября 2013  |
| Ритуальные убийства в Прово повторяют собой варианты пыток и казней ведьм Сейлема. ОАП ищет предполагаемого потомка одного из судей процесса над ведьмами. Тем временем Гарсия планирует у себя дома вечеринку в честь Дня мёртвых                                                                                     |                                                                     |                       |                                                |                  |
| |                                                                     |                       |                                                |                  |
| 193 (7x09) | «Хранитель» (англ. Gatekeeper)                                      | Мэттью Грей Гублер    | Рик Данкл                                      | 6 ноября 2013    |
| Несколько убийств, совершённых в Бостоне, поначалу не складываются в целую картину, однако, агенты ОАП замечают, что все нити ведут к жителям одного дома. Росси узнаёт, что его любимый бар вскоре закроется, и команда помогает ему смириться с этим.                                                                |                                                                     |                       |                                                |                  |
| |                                                                     |                       |                                                |                  |
| 194 (8x09) | «Возвращение» (англ. The Return)                                    | Джон Терлески         | Кимберли Энн Харрисон                          | 13 ноября 2013   |
| ОАП ищет человека, тренирующего похищенных детей для совершения опасных терактов в Чикаго. Несколько погибших подростков — цена за раскрытие этого преступления. Между тем Морган обнаруживает, что его девушка настолько же преданна своей работе, насколько он — своей.                                              |                                                                     |                       |                                                |                  |
| |                                                                     |                       |                                                |                  |
| 195 (9x09) | «Странный фрукт» (англ. Strange Fruit)                              | Константин Макрис     | Джанин Шерман Барруа                           | 20 ноября 2013   |
| После прорыва трубы во время ремонтных работ обнаружено несколько человеческих скелетов. ОАП раскрывает неприглядные тайны прошлого, беседуя с семьёй, на участке которой обнаружена страшная находка. |                                                                     |                       |                                                |                  |
| |                                                                     |                       |                                                |                  |
| 196 (10x09) | «Звонящий» (англ. The Caller)                                       | Роб Бэйли             | Шэрон Ли Уотсон                                | 27 ноября 2013   |
| Маленький мальчик похищен в Сент-Луисе. Перед похищением его родители получали странные телефонные звонки. Это дело как две капли воды похоже на дело пятнадцатилетней давности. |                                                                     |                       |                                                |                  |
| |                                                                     |                       |                                                |                  |
| 197 (11x09) | «Задира» (англ. Bully)                                              | Гленн Кершоу          | Вёрджил Уильямс                                | 11 декабря 2013  |
| Кто-то с особой яростью убивает людей, имеющих отношение к одной школе в Канзас-Сити. Блейк вынуждена вновь встретиться с членами своей семьи, поскольку её брату и отцу поручено вести это дело. |                                                                     |                       |                                                |                  |
| |                                                                     |                       |                                                |                  |
| 198 (12x09) | «Чёрная королева» (англ. The Black Queen)                           | Тауния Маккирнан      | Брин Фрейзер                                   | 15 января 2014   |
| Чтобы помочь с расследованием убийства в Сан-Диего, Гарсия вынуждена вспомнить своё хакерское прошлое и обратиться к своему бывшему возлюбленному. |                                                                     |                       |                                                |                  |
| |                                                                     |                       |                                                |                  |
| 199 (13x09) | «Дорога домой» (англ. The Road Home)                                | Джо Мантенья          | Брюс Зиммерман                                 | 15 января 2014   |
| В то время, как команда разыскивает бдительного убийцу, Росси обеспокоен новостью о пропаже без вести своего бывшего сержанта и отправляется в Лос-Анджелес на его поиски. Джей-Джей похищает неизвестный. |                                                                     |                       |                                                |                  |
| |                                                                     |                       |                                                |                  |
| 200 (14x09) | «200» (англ. 200)                                                   | Ларри Тенг            | Рик Данкл                                      | 5 февраля 2014   |
| После похищения Джей-Джей команде приходится заглянуть в её прошлое, когда она работала в Государственном департаменте, чтобы найти причины её похищения и раскрыть тайну секретной миссии. На помощь команде приходит Эмили Прентисс.                                                                                 |                                                                     |                       |                                                |                  |
| |                                                                     |                       |                                                |                  |
| 201 (15x09) | «Мистер и миссис Андерсон» (англ. Mr. & Mrs. Anderson)              | Феликс Энрике Алькала | Кимберли Энн Харрисон                          | 19 февраля 2014  |
| ОАП отправляется в Питтсбург для того, чтобы разыскать неизвестных преступников, работающих в паре. Гарсия и Морган делятся планами на День святого Валентина. |                                                                     |                       |                                                |                  |
| |                                                                     |                       |                                                |                  |
| 202 (16x09) | «Гэбби» (англ. Gabby)                                               | Томас Гибсон          | Джим Клемент и Эрика Мессер                    | 26 февраля 2014  |
| Когда пропадает гостившая у родственников в Миссисипи 4-летняя девочка, ОАП открывает для себя удивительные способы командной работы, чтобы найти ребёнка и вернуть её родителям. Выясняется, что в прошлом няни девочки имеется несколько подозрительных обстоятельств.                                               |                                                                     |                       |                                                |                  |
| |                                                                     |                       |                                                |                  |
| 203 (17x09) | «Убеждение» (англ. Persuasion)                                      | Роб Либерман          | Шэрон Ли Уотсон                                | 5 марта 2014     |
| В пустыне недалеко от Лас-Вегаса обнаружены загадочные утопленники. Для того чтобы найти неизвестного, команде придётся поломать голову над мотивом убийств. Между тем Рид узнаёт, что его мать отправилась в поездку, что заставляет его чувствовать себя одиноким.                                                   |                                                                     |                       |                                                |                  |
| |                                                                     |                       |                                                |                  |
| 204 (18x09) | «Бешенство» (англ. Rabid)                                           | Даг Арниокоски        | Вёрджил Уильямс                                | 12 марта 2014    |
| ОАП предстоит выезд в Милуоки, где в неглубокой могиле находят тела с укусами человека и животных. Рид и Гарсия тренируются вместе перед сдачей спортивного теста, но скрывают это от Моргана, поскольку у него репутация строгого тренера.                                                                            |                                                                     |                       |                                                |                  |
| |                                                                     |                       |                                                |                  |
| 205 (19x09) | «Край зимы» (англ. The Edge of Winter)                              | Ханнели Калпиппер     | Джанин Шерман Барруа                           | 19 марта 2014    |
| Когда команда расследует необычное дело с применением холодного оружия в северной части штата Нью-Йорк, Морган отправляется к одной из выживших, но визит оставляет больше вопросов, чем ответов. |                                                                     |                       |                                                |                  |
| |                                                                     |                       |                                                |                  |
| 206 (20x09) | «Кровные узы» (англ. Blood Relations)                               | Мэттью Грей Гублер    | Брин Фрейзер                                   | 2 апреля 2014    |
| Когда в глуши сообщества в Западной Вирджинии обнаруживаются две жертвы убийства, ОАП раскрывает накипевшую вражду между двумя семьями. Команде предстоит не только раскрыть дело, но и присматривать за семьями. |                                                                     |                       |                                                |                  |
| |                                                                     |                       |                                                |                  |
| 207 (21x09) | «Что случилось в Меклинбурге…» (англ. What Happens In Mecklinburg…) | Роб Харди             | Тикона Джой                                    | 9 апреля 2014    |
| Серия точечных похищений вблизи Мемфиса вынуждает ОАП искать связь между пропавшими без вести и возможным мотивом, чтобы разыскать неизвестного. Саванна выражает недовольство частыми командировками Моргана. |                                                                     |                       |                                                |                  |
| |                                                                     |                       |                                                |                  |
| 208 (22x09) | «Судьба» (англ. Fatal)                                              | Ларри Тенг            | Брюс Зиммерман                                 | 30 апреля 2014   |
| На Лонг-Бич, Калифорния, найдены жертвы, отравленные мышьяком. Рукописные угрозы смерти и другие улики заставляют команду искать неизвестного, очарованного греческой мифологией. Хотч помогает Джеку с Днём карьеры.                                                                                                  |                                                                     |                       |                                                |                  |
| |                                                                     |                       |                                                |                  |
| 209 (23x09) | «Ангелы» (англ. Angels)                                             | Роб Бэйли             | Рик Данкл, Брин Фрейзер и Джанин Шерман Барруа | 30 апреля 2014   |
| Команду приглашают в Техас для консультаций по поводу убийства проституток, так как улики свидетельствуют о религиозном подтексте. Рид и Морган оказываются ранены в перестрелке с преступником. |                                                                     |                       |                                                |                  |
| |                                                                     |                       |                                                |                  |
| 210 (24x09) | «Демоны» (англ. Demons)                                             | Гленн Кершоу          | Эрика Мессер                                   | 14 мая 2014      |
| Команда продолжает расследование в Техасе, несмотря на то что им мешают местные полицейские, завязанные в коррупционных делах. Гарсия прилетает в Техас, чтобы спасти своего друга в больнице. В ходе расследования данного дела Блейк решает покинуть ФБР.                                                            |                                                                     |                       |                                                |                  |
| |                                                                     |                       |                                                |                  |

### Сезон 10 (2014—2015)
- Дженнифер Лав Хьюитт (Кейт Каллахан) заменит Джинн Трипплхорн (Алекс Блейк).

| Номер | Название                                                       | Режиссёр              | Сценарист                           | Дата премьеры   |
| --- | -------------------------------------------------------------- | --------------------- | ----------------------------------- | --------------- |
| 211 (1x10) | «Десять» (англ. X)                                             | Гленн Кершоу          | Эрика Мессер                        | 1 октября 2014  |
| В Бейкерсфилде, Калифорния находят туловища людей без конечностей. ОАП достаточно легко находит подозреваемого, но в процессе допроса выясняется, что убийца — совершенно другой человек. В команду приходит новый агент — Кейт Каллахан. |                                                                |                       |                                     |                 |
| |                                                                |                       |                                     |                 |
| 212 (2x10) | «Ожог» (англ. Burn)                                            | Карен Гавиола         | Джанин Шерман Барруа                | 8 октября 2014  |
| В Сиэтле кто-то убивает нескольких человек совершенно разными способами. Всё, что связывает жертв — одинаковые повреждения ротовой полости. ОАП выясняет, что таким образом убийца нумерует свои жертвы согласно числу кругов ада Данте, убивая их в соответствии с наказаниями для грешников. Гарсия вылетает в тюрьму, чтобы увидеть человека, пытавшегося убить Рида во время одного из предыдущих дел, и поговорить с ним, чтобы прекратить видеть ночные кошмары. |                                                                |                       |                                     |                 |
| |                                                                |                       |                                     |                 |
| 213 (3x10) | «1000 солнц» (англ. A Thousand Suns)                           | Роб Бэйли             | Шэрон Ли Уотсон                     | 15 октября 2014 |
| В Колорадо происходит крушение самолёта. Чудом выживает лишь второй пилот. ОАП вылетает на место проверить, было ли это терактом. Кейт пытается оправиться после личной трагедии, которая всё ещё влияет на её жизнь. |                                                                |                       |                                     |                 |
| |                                                                |                       |                                     |                 |
| 214 (4x10) | «Зуд» (англ. The Itch)                                         | Ларри Тенг            | Брин Фрейзер                        | 22 октября 2014 |
| Неизвестный, которому кажется, что его заразили насекомыми, похищает и убивает людей в надежде привлечь к себе внимание. ОАП считает, что убийца входит в местную группу поддержки для людей с похожими проблемами. |                                                                |                       |                                     |                 |
| |                                                                |                       |                                     |                 |
| 215 (5x10) | «Взаперти» (англ. Boxed In)                                    | Томас Гибсон          | Вёрджил Уильяммс                    | 29 октября 2014 |
| Каждый Хэллоуин неизвестный похищает детей, держит их в заточении и возвращает спустя год в ужасном состоянии. ОАП считает, что в детстве с похитителем произошло нечто подобное. Гарсия помогает Хотчу устроить Джеку незабываемый Хэллоуин. |                                                                |                       |                                     |                 |
| |                                                                |                       |                                     |                 |
| 216 (6x10) | «Если обувь впору» (англ. If the Shoe Fits)                    | Бетани Руни           | Брюс Циммерман                      | 5 ноября 2014   |
| В Монтане происходит серия убийств богатых студентов. Расследуя дело, ОАП приходит к выводу, что убийца зациклена на сказке про Золушку, расправляясь с теми, кто неверно заканчивает сказку. Мать Джей-Джей рассказывает Генри про свою вторую дочь Розалинду. |                                                                |                       |                                     |                 |
| |                                                                |                       |                                     |                 |
| 217 (7x10) | «Хештэг» (англ. Hashtag)                                       | Константин Макрис     | Рик Данкл                           | 12 ноября 2014  |
| Неизвестный убийца воплощает в жизнь легенду о «Зеркальном человеке», убивая интернет-знаменитостей в Бетезде. На фотографиях будущих жертв он оставляет свою метку — искажённый образ Марка Твена. ОАП считает, что субъект связан с модным торговым центром города. Морган делает Саванне сюрприз. |                                                                |                       |                                     |                 |
| |                                                                |                       |                                     |                 |
| 218 (8x10) | «Мальчики из Садворт Плэйс» (англ. The Boys of Sudworth Place) | Лоруа Бесли           | Кимберли Энн Харрисон               | 19 ноября 2014  |
| В Бостоне похищен успешный адвокат. ОАП выясняет, что причина похищения кроется в его далеко не безупречном, как всем казалось, прошлом. Из-за случая в детстве дело принимает для Моргана совсем иной оборот. Кто-то переписывается с Мэг и её подругой. |                                                                |                       |                                     |                 |
| |                                                                |                       |                                     |                 |
| 219 (9x10) | «Судьба» (англ. Fate)                                          | Роб Бэйли             | Джанин Шерман Барруа                | 26 ноября 2014  |
| ОАП расследует три жестоких убийства в Рестоне, в которых подозревает неизвестную, которая испытывает неудержимую жажду убийства. а после — раскаяние в содеянном. Росси обнаруживает, что за ним следит молодая женщина, и оказывается потрясён, когда узнаёт причину. |                                                                |                       |                                     |                 |
| |                                                                |                       |                                     |                 |
| 220 (10x10) | «Амелия Портер» (англ. Amelia Porter)                          | Элрик Райли           | Шэрон Ли Уотсон                     | 10 декабря 2014 |
| В Солт-Лэйк-Сити происходит тройное убийство — убит охранник дома и семейная пара, проживавшая в нём. ОАП выясняет, что это дело связано с делом 12-летней давности. После отъезда Бет, Росси приглашает Хотча в джаз-клуб, чтобы помочь ему не думать об этом. |                                                                |                       |                                     |                 |
| |                                                                |                       |                                     |                 |
| 221 (11x10) | «Люди вечности» (англ. The Forever People)                     | Тауния Маккирнан      | Брин Фрейзер                        | 14 января 2015  |
| В озере Мид полиция вылавливает замороженный труп. Выясняется, что её заморозили, а затем периодически били электрошоком, возвращая к жизни. ОАП считает, что это дело рук местной нелегальной секты. Рид помогает Джей-Джей справиться со страшными воспоминаниями о Тивоне Аскари. |                                                                |                       |                                     |                 |
| |                                                                |                       |                                     |                 |
| 222 (12x10) | «Аноним» (англ. Anonymous)                                     | Джо Мантенья          | Брюс Циммерман и Дэнни Рамм         | 21 января 2015  |
| Росси получает известие о смерти сержанта Скотта и отправляется в Лос-Анджелес. Тем временем ОАП расследует серию странных убийств в Таллахасси — перед тем, как убить, убийца звонит в службу спасения и сообщает о убийствах. Росси берёт незапланированный отпуск после того. как узнаёт печальные новости о своём близком друге. |                                                                |                       |                                     |                 |
| |                                                                |                       |                                     |                 |
| 223 (13x10) | «Воробей Нельсона» (англ. Nelson's Sparrow)                    | Гленн Кершоу          | Кирстен Вангснесс и Эрика Мессер    | 28 января 2015  |
| После того, как тело агента Гидеона найдено в его хижине, ОАП выясняет, что он расследовал возвращение некого серийного убийцы в Роаноке. Росси высказал предположение, что Гидеон вновь открыл дело, которое они оба вели 37 лет назад. |                                                                |                       |                                     |                 |
| |                                                                |                       |                                     |                 |
| 224 (14x10) | «Поклонение герою» (англ. Hero Worship)                        | Ларри Тенг            | Рик Данкл                           | 4 февраля 2015  |
| В Индианаполисе взорвана кофейня. Установлено, что это уже не первый взрыв в городе. В ходе расследования ОАП выясняет, что эти взрывы осуществлены разными людьми. Рид всё ещё не может смириться со смертью Гидеона. |                                                                |                       |                                     |                 |
| |                                                                |                       |                                     |                 |
| 225 (15x10) | «Крик» (англ. Scream)                                          | Хэннели Кэлпиппер     | Кимберли Энн Харрисон               | 11 февраля 2015 |
| Тела двух женщин с многочисленными следами побоев и перерезанным горлом находят в мусорных контейнерах в Дайамонд-Баре, Калифорния. ОАП считает, что убийца воспроизводит произошедший с ним в детстве ужас, особое внимание уделяя крикам жертв. Кейт обеспокоена тем, что её племянница Мэг собралась на свидание с парнем, с которым она познакомилась в Интернете.                                                                                                 |                                                                |                       |                                     |                 |
| |                                                                |                       |                                     |                 |
| 226 (16x10) | «Изоляция» (англ. Lockdown)                                    | Томас Гибсон          | Вёрджил Уильяммс                    | 4 марта 2015    |
| В федеральной тюрьме в Техасе убиты два охранника. ОАП думает, что в деле замешаны два субъекта и по крайней мере один из них является заключённым. |                                                                |                       |                                     |                 |
| |                                                                |                       |                                     |                 |
| 227 (17x10) | «Игра дыхания» (англ. Breath Play)                             | Хэннели Кэлпиппер     | Эрик Стиллер                        | 11 марта 2015   |
| ОАП отправляется в Висконсин, где орудует серийный убийца, который насилует и душит своих жертв. Выясняется, что жертвы флиртовали с убийцей, приглашая его в конечном итоге к себе домой на ночь. Кейт ссорится с Мэг после неожиданной новости. |                                                                |                       |                                     |                 |
| |                                                                |                       |                                     |                 |
| 228 (18x10) | «Парк Рок-Крик» (англ. Rock Creek Park)                        | Феликс Энрике Алькала | Шэрон Ли Уотсон                     | 11 марта 2015   |
| Из Конгресса США похищена жена одного из конгрессменов. В деле замешана русская мафия. ОАП совместно с другим отделом ФБР берётся за дело. Положение усугубляется тем, что время для расследования ограничено. |                                                                |                       |                                     |                 |
| |                                                                |                       |                                     |                 |
| 229 (19x10) | «Вне границ» (англ. Beyond Borders)                            | Гленн Кершоу          | Эрика Мессер                        | 8 апреля 2015   |
| ОАП совместно с международным отделом ФБР отправляются на Барбадос ловить серийного убийцу, который уже несколько лет нападает на американские семьи и убивает членов семей путём удушения. |                                                                |                       |                                     |                 |
| |                                                                |                       |                                     |                 |
| 230 (20x10) | «Место за столом» (англ. A Place at the Table)                 | Лоура Бэсли           | Брюс Циммерман                      | 15 апреля 2015  |
| Семья Кингман найдена убитой за праздничным столом в своём доме в Бетезде. Однако убиты лишь четверо из шести членов семьи — старший сын и глава семьи пропали. Расследуя убийство, ОАП обнаруживает, что в семье было множество тёмных тайн, одна из которых и является причиной массового убийства. Хотч пытается найти общий язык со своим тестем Рэем, который не может простить ему смерть Хэйли, и у которого диагностирована болезнь Альцгеймера.               |                                                                |                       |                                     |                 |
| |                                                                |                       |                                     |                 |
| 231 (21x10) | «Мистер Скрэтч» (англ. Mr. Scratch)                            | Мэттью Грей Гублер    | Брин Фрейзер                        | 22 апреля 2015  |
| Трое людей убили своих близких в разных городах страны, но все они утверждают, что это сделал «ночной монстр», напавший на них. Проанализировав их показания и жизненный путь, ОАП понимает, что разгадка происходящего кроется в далёком прошлом, когда все жертвы были детьми. |                                                                |                       |                                     |                 |
| |                                                                |                       |                                     |                 |
| 232 (22x10) | «Защита» (англ. Protection)                                    | Тауния Маккирнан      | Вёрджил Уильямс                     | 29 апреля 2015  |
| Неизвестный расстреливает проститутку и двух клиентов в Лос-Анджелесе. Поначалу ОАП считает, что убийца — очередной «чистильщик» улиц, но всё оказывается намного серьёзнее. Мэг с подругой идут на концерт вместе с парнем, с которым они познакомились в Интернете, и его друзьями. |                                                                |                       |                                     |                 |
| |                                                                |                       |                                     |                 |
| 233 (23x10) | «Охота» (англ. The Hunt)                                       | Гленн Кершоу          | Джим Клемент и Джанин Шерман Барруа | 29 апреля 2015  |
| Неизвестные похищают Мэг и Маркеллу, но Мэг успевает передать Кейт сигнал об опасности. ОАП подключает к делу спецгруппу быстрого реагирования по похищениям детей и берётся за дело. В ходе расследования выясняется, что девушек похищают не для продажи в сексуальное рабство, а для более худшей участи — их продают серийным убийцам. Рид узнаёт о том, что Джей-Джей снова беременна.                                                                            |                                                                |                       |                                     |                 |
| |                                                                |                       |                                     |                 |

### Сезон 11 (2015—2016)
- Дженнифер Лав Хьюитт (Кейт Каллахен) покидает шоу по причине беременности. Официально объявлено, что Айша Тайлер сыграет роль доктора Тары Льюис[83]. Также объявлено, что Эй Джей Кук пропустит первые пять эпизодов телешоу[84].

| Номер | Название                                                   | Режиссёр              | Сценарист                        | Дата премьеры    |
| --- | ---------------------------------------------------------- | --------------------- | -------------------------------- | ---------------- |
| 234 (1x11) | «Работа» (англ. The Job)                                   | Гленн Кершоу          | Брин Фрейзер                     | 30 сентября 2015 |
| ОАП в неполном составе ловит киллера, убивающего своих жертв более чем экзотическим способом и оставляющего их раскрашенными в чёрно-белый цвет. В ходе расследования выясняется, что субъект убивает своих клиентов, поскольку один из них попытался его убрать. Хотчнер принимает на работу новую сотрудницу — судебного психолога, доктора Тару Льюис. |                                                            |                       |                                  |                  |
| |                                                            |                       |                                  |                  |
| 235 (2x11) | «Свидетель» (англ. The Witness)                            | Джон Терлески         | Шерон Ли Уотсон                  | 7 октября 2015   |
| В результате газовой атаки в Лос-Анджелесе погибает 10 человек. ОАП достаточно быстро устанавливает подозреваемого, но обнаруживает, что истинный виновник атаки — совсем другой человек. |                                                            |                       |                                  |                  |
| |                                                            |                       |                                  |                  |
| 236 (3x11) | «Пока смерть не разлучит нас» (англ. Til Death Do Us Part) | Джо Мантенья          | Карен Мэйсер                     | 14 октября 2015  |
| В Саванне, штат Джорджия, происходят убийства невест накануне их свадеб. Поначалу ОАП думает, что убийства совершены мужчиной на почве ненависти к женщинам, возникшей из-за расстройства отношений, но после последнего убийства уже почти готовый профиль кардинально меняется. Тем временем Гарсия оказывается в опасности после того, как всеми силами пытается выяснить что-то о «Грязной дюжине» |                                                            |                       |                                  |                  |
| |                                                            |                       |                                  |                  |
| 237 (4x11) | «Вне закона» (англ. Outlaw)                                | Ларри Тэнг            | Вёрджил Уильямс                  | 21 октября 2015  |
| ОАП отправляется в Лас-Вегас, Нью-Мексико, где было совершено нападение на кафе: весь персонал расстрелян, а заведение сожжено. Точно такое же преступление уже произошло в городе шесть лет назад, но, исследовав место преступления, агенты делают вывод, что один из убийц причастен к нему, а для другого это впервые. |                                                            |                       |                                  |                  |
| |                                                            |                       |                                  |                  |
| 238 (5x11) | «Ночной дозор» (англ. The Night Watch)                     | Томас Гибсон          | Брюс Зиммерман                   | 21 октября 2015  |
| В Детройте происходит убийство местного активиста, которое встроено в художественную композицию, а затем из дома состоятельной семьи похищают ребёнка. Оставленные автографы подсказывают ОАП, что преступник — известный уличный художник граффити и инсталлятор, появившийся 8 лет назад, но о нём ровным счётом ничего никто не знает. Тара Люис вновь встречается со своим бывшим женихом, с которым у неё не самые лучшие отношения. |                                                            |                       |                                  |                  |
| |                                                            |                       |                                  |                  |
| 239 (6x11) | «Город изгоев» (англ. Pariahville)                         | Феликс Энрике Алькала | Эрик Стиллер                     | 4 ноября 2015    |
| Получив известие о том, что в Гленпорт-Виллидж, Флорида, убита женщина, члены ОАП понимают, что расследование не будет лёгким, ведь этот город является своеобразной общиной, населённой людьми, осуждёнными за сексуальные преступления, и убийцей может быть каждый… Льюис получает предложение, от которого почти невозможно отказаться, и теперь ей предстоит выбирать между новой работой и ОАП. |                                                            |                       |                                  |                  |
| |                                                            |                       |                                  |                  |
| 240 (7x11) | «Насыщенность целями» (англ. Target Rich)                  | Гленн Кершоу          | Джим Клемент                     | 11 ноября 2015   |
| Наёмный убийца, схваченный ОАП, погибает от яда во время свидания с Морганом, но перед смертью успевает сообщить ему, что «Грязная Дюжина» — это не «кто», а «что». Когда Морган узнаёт, что такое «Грязная Дюжина», это знание ошеломляет его. Тем временем к Росси прибывает его дочь и просит заняться похищением студентки, считая, что это продолжение серии похищений девушек, которая длится уже 9 лет. Джей-Джей возвращается после декретного отпуска и узнаёт, что Рид скрывает от остальных плохие новости.                                                      |                                                            |                       |                                  |                  |
| |                                                            |                       |                                  |                  |
| 241 (8x11) | «Подъём» (англ. Awake)                                     | Кристоф Шрив          | Кимберли Энн Харрисон            | 18 ноября 2015   |
| В районе Финикса происходят похищения людей. В ходе расследования ОАП выясняет, что субъект выбирает жертв на местной автостраде, пытаясь получить от них некую информацию под пытками. Джей-Джей пытается найти баланс между работой и заботой о втором ребёнке, а команда пытается защитить одного из своих после того, как Морган рассказывает всем о «Грязной дюжине». |                                                            |                       |                                  |                  |
| |                                                            |                       |                                  |                  |
| 242 (9x11) | «Внутренняя безопасность» (англ. Internal Affairs)         | Дайана Си Валентайн   | Шэрон Ли Уотсон                  | 2 декабря 2015   |
| Исчезновение трёх агентов УБН, работавших под прикрытием с целью раскрыть наркокартель в Мексике, вынуждает сотрудника АНБ Аксельрода обратиться к своему старому другу Хотчнеру за помощью. Объединённая спецгруппа ОАП и УБН вылетает в Эль-Пасо для выяснения судеб пропавших агентов, в то время как Хотчнер занят более важной вещью — ему необходимо вычислить «крота» наркокартеля в УБН. Для Хотчнера и Гарсии это дело также означает, что они станут на шаг ближе к наёмному убийце из даркнета.                                                                  |                                                            |                       |                                  |                  |
| |                                                            |                       |                                  |                  |
| 243 (10x11) | «Совершенное будущее» (англ. Future Perfect)               | Лора Бельси           | Брюс Зиммерман                   | 9 декабря 2015   |
| В лесу около Сент-Огастина, Флорида, найдены два трупа, один из которых обескровлен. Получив странные результаты медицинских анализов погибших, ОАП понимает, что убийца проводит опасные медицинские эксперименты, пытаясь сделать подопытных бессмертными. В деле сети киллеров, целью которых является сотрудник ОАП, наметился серьёзный прорыв. |                                                            |                       |                                  |                  |
| |                                                            |                       |                                  |                  |
| 244 (11x11) | «Энтропия» (англ. Entropy)                                 | Хизер Капелло         | Брин Фрейзер                     | 13 января 2016   |
| После того, как Рид вернулся из Лас-Вегаса, где он навещал свою мать, он встречается с наёмными убийцами из даркнета. Всё это является частью стратегии, которую разработала команда ОАП по устранению угрозы. |                                                            |                       |                                  |                  |
| |                                                            |                       |                                  |                  |
| 245 (12x11) | «Поездка» (англ. Drive)                                    | Тауния Маккирнан      | Карен Мэйсер                     | 20 января 2016   |
| В разных частях Бостона находят обезглавленные тела. На первый взгляд между жертвами нет ничего общего, однако, разбирая их жизнь, агенты ОАП обнаруживают, что все они имели проблемы с законом, что и привлекло внимание убийцы. |                                                            |                       |                                  |                  |
| |                                                            |                       |                                  |                  |
| 246 (13x11) | «Связь» (англ. The Bond)                                   | Ханель Калпеппер      | Кимберли Энн Харриссон           | 27 января 2016   |
| В Атланте на остановках дальнобойщиков находят окровавленные трупы с отрезанным левым ухом. Агенты ОАП предполагают, что в округе орудует маньяк-дальнобойщик, однако проверка, проведённая Гарсией, приводит к ошеломляющим результатам. |                                                            |                       |                                  |                  |
| |                                                            |                       |                                  |                  |
| 247 (14x11) | «Заложник» (англ. Hostage)                                 | Бетани Руни           | Вёрджил Уильямс                  | 10 февраля 2016  |
| В Сент-Луисе находят трёх девушек, похищенных 8 лет назад. Вскоре агенты ОАП арестовывают и преступника, сделавшего это, однако выясняется, что у одной из девушек от него есть двое детей, которые содержались отдельно от жертв, а из-за стокгольмского синдрома она не хочет сотрудничать с ФБР. Преступник пытается использовать это, ведь только он знает, где живут её дети. |                                                            |                       |                                  |                  |
| |                                                            |                       |                                  |                  |
| 248 (15x11) | «Значок и пистолет» (англ. A Badge and a Gun)              | Роб Бэйли             | Джим Клемент                     | 10 февраля 2016  |
| В Лос-Анджелесе происходит серия убийств женщин одним и тем же способом — убийца душит их и заворачивает в полиэтилен. Последнее обстоятельство даёт ОАП зацепку — субъект страдает клаустрофилией, крайней формой возбуждения, связанным с чувством изоляции, вызванным полным укрытием в ограниченном пространстве. Морган начинает думать, что Саванна хочет разорвать с ним отношения. |                                                            |                       |                                  |                  |
| |                                                            |                       |                                  |                  |
| 249 (16x11) | «Дерек» (англ. Derek)                                      | Томас Гибсон          | Брин Фрэйзер                     | 2 марта 2016     |
| Неизвестные похищают Моргана и пытают его. Чтобы отвлечься, он ведёт воображаемый диалог со своим давно погибшим отцом, который помогает ему переосмыслить всю свою жизнь и принять судьбоносное решение. |                                                            |                       |                                  |                  |
| |                                                            |                       |                                  |                  |
| 250 (17x11) | «Песочный человек» (англ. The Sandman)                     | Джо Мантенья          | Брюс Зиммерман                   | 16 марта 2016    |
| В Вичите, Невада, происходит нападение на семью: родители убиты, а ребёнок похищен, причём обнаружено, что веки жертв залиты клеем и засыпаны песком, а вскоре убивают и ребёнка. Предварительный анализ, проведённый агентами ОАП, указывает на то, что субъект подходит под тип маньяка, известный как «уничтожитель семьи», однако последующие события заставляют в этом сомневаться и Хотчнер предлагает новую теорию, которая позволит понять и остановить убийцу. Морган возвращается после вынужденного отпуска и пытается выяснить, кто его похитил.                |                                                            |                       |                                  |                  |
| |                                                            |                       |                                  |                  |
| 251 (18x11) | «Прекрасное бедствие» (англ. A Beautiful Disaster)         | Мэттью Грэй Гублер    | Кирстен Вангснесс & Эрика Мессер | 23 марта 2016    |
| Прошлое неумолимо настигает Моргана — отец Джузеппе Монтоло, киллера, погибшего ранее, горит жаждой мести и стреляет в Саванну, тем самым провоцируя Моргана на ответные действия и завлекая его в ловушку. В конце концов Морган вынужден пересмотреть своё будущее как агента ФБР. |                                                            |                       |                                  |                  |
| |                                                            |                       |                                  |                  |
| 252 (19x11) | «Дань» (англ. Tribute)                                     | Тауния Маккирнан      | Вёрджил Уильямс                  | 30 марта 2016    |
| К ОАП обращается Эмили Прентисс — ей необходимо остановить серийного убийцу, копирующего нападения знаменитых маньяков по всему миру. Однако в ходе расследования выясняется, что у неё есть личные мотивы. Между тем, команда пытается свыкнуться с уходом Моргана. |                                                            |                       |                                  |                  |
| |                                                            |                       |                                  |                  |
| 253 (20x11) | «Внутренняя красота» (англ. Inner Beauty)                  | Алек Смайт            | Хейбен Меркер                    | 13 апреля 2016   |
| Обнаружив неполадки в системе канализации, сантехник одного из домов в Сакраменто нашёл два изуродованных женских трупа. Жертвы были наркоманками, которые встали на путь исправления. ОАП выдвигает версию, что убийца — садист, получающий удовольствие от боли, причиняемой жертвам. Однако вскоре профиль меняется коренным образом. Росси воссоединяется со своей второй женой. |                                                            |                       |                                  |                  |
| |                                                            |                       |                                  |                  |
| 254 (21x11) | «Хребет Дьявола» (англ. Devil's Backbone)                  | Феликс Энрике Алькала | Шэрон Ли Уотсон                  | 20 апреля 2016   |
| Серийная убийца Антония Слэйд, отбывающая наказание в исправительном центре, получает посылку с окровавленной одеждой. ОАП предполагает, что кровь принадлежит одному из пропавших два года назад мальчиков и отправляется в тюрьму для допроса, однако маньячка затевает с ними свою игру. |                                                            |                       |                                  |                  |
| |                                                            |                       |                                  |                  |
| 255 (22x11) | «Шторм» (англ. The Storm)                                  | Гленн Кершоу          | Эрика Мессер & Брин Фрэйзер      | 4 мая 2016       |
| Неизвестный организовывает мастерскую провокацию, в результате которой арестован агент Хотчнер. Чтобы освободить его, команда ОАП вынуждена обратиться к Антонии Слэйд, ведь в этом как-то замешан её сын. На допросе Хотч узнаёт, что отдел внутренней инспекции взял его под подозрение из-за показаний Питера Льюиса — серийного убийцы, известного как Мистер Скрэтч. Благодаря навыкам Рида ОАП узнаёт имя виновного — одержимого взрывами террориста, чей профиль Хотч когда-то огласил в суде, и в то же время в тюрьме, где содержится преступник, начинается бунт… |                                                            |                       |                                  |                  |
| |                                                            |                       |                                  |                  |

### Сезон 12 (2016—2017)
Адам Родригез присоединяется к актёрскому составу в роли агента Люка Альвеса.
| Номер | Название                                             | Режиссёр            | Сценарист                        | Дата премьеры    |
| --- | ---------------------------------------------------- | ------------------- | -------------------------------- | ---------------- |
| 256 (1x12) | «Алый король» (англ. The Crimson King)               | Гленн Кершоу        | Брин Фрэйзер                     | 28 сентября 2016 |
| В то время, как Отдел поведенческого анализа ловит сбежавших маньяков и убийц, в пустыне Сонора находят окровавленного мужчину, закованного в колодки. Вырезанная на его теле аббревиатура Отдела — это «визитная карточка» маньяка, именуемого «Алым королём», однако сотрудники Отдела не участвовали в его задержании. Для поимки преступника ОАП привлекает агента Люка Альвеса, работающего в Отделе по розыску беглецов.                                                                                 |                                                      |                     |                                  |                  |
| |                                                      |                     |                                  |                  |
| 257 (2x12) | «Больничный» (англ. Sick Day)                        | Ларри Тэнг          | Вёрджил Уильямс                  | 5 октября 2016   |
| В Лос-Анджелесе в сгоревшем здании нашли два обгоревших детских трупа. ОАП вычисляет пироманьяка-садиста, одержимого желанием закончить начатое в детстве дело, но в схватке с ним Джей-Джей не удаётся спасти всех его жертв. |                                                      |                     |                                  |                  |
| |                                                      |                     |                                  |                  |
| 258 (3x12) | «Табу» (англ. Taboo)                                 | Алек Смайт          | Карен Мейсер                     | 12 октября 2016  |
| На свалках Бойнтон-Бич во Флориде одно за другим находят женские тела в бочках, залитые бетоном. Всех жертв связывало только то, что они были матерями-одиночками. Расследуя преступления, ОАП выясняет, что субъект проводил женщинам химическую лоботомию, пытаясь таким образом их исправить и превратить в добропорядочных матерей, что указывает на то, что убийца сам находится в похожей ситуации. Хотч отправляется на неизвестное задание и в его отсутствие командой руководит Эмили Прентисс.       |                                                      |                     |                                  |                  |
| |                                                      |                     |                                  |                  |
| 259 (4x12) | «Хранитель» (англ. Keeper)                           | Шарат Раджу         | Брюс Зиммерман                   | 26 октября 2016  |
| ОПА снова возвращается на Аппалачскую тропу, где офицером полиции в логове бродяги были найдены куски человеческих тел. Убийцу удаётся схватить, однако его рассказ наводит агентов на мысль, что, возможно, они взяли не того человека. Рид сообщает остальным, что его мать выбрали для исследовательской программы лечения шизофрении. |                                                      |                     |                                  |                  |
| |                                                      |                     |                                  |                  |
| 260 (5x12) | «Отряд „Антитеррор“» (англ. The Anti-Terror Squad)   | Тауния Маккирнан    | Стефани Сенгупта                 | 9 ноября 2016    |
| В Уиноне, штат Миннесота, неизвестный расстреливает семью в своём доме, в живых остаётся только дочь, которой не было дома. Сотрудники ОАП прибывают на место, и вскоре происходит ещё один расстрел, на сей раз в живых остаётся спрятавшийся в шкафу сын. Агенты предполагают, что субъект намеренно оставляет в живых определённого члена семьи, вымещая когда-то нанесённую обиду, но третье убийство всё переворачивает с ног на голову. Гарсия пытается найти подходящий подарок для Рокси, собаки Люка. |                                                      |                     |                                  |                  |
| |                                                      |                     |                                  |                  |
| 261 (6x12) | «Пруд Эллиотта» (англ. Elliott's Pond)               | Мэттью Грей Гублер  | Эрика Мессер                     | 16 ноября 2016   |
| В Клэйтоне, Делавэр, пропало трое детей. ОАП выясняет, что похожий случай произошёл в 1983 году — тогда пропало двое детей, которых так и не нашли, а всю вину люди возложили на их старшего брата. Агенты решают поднять это дело снова, считая, что тогда и сейчас действует один и тот же человек. Агент Хотчнер, опасаясь за жизнь своего сына, за которым охотится Мистер Скрэтч, увольняется и переходит в программу защиты свидетелей. Начальником ОАП вместо Хотчнера становится Эмили Прентисс.       |                                                      |                     |                                  |                  |
| |                                                      |                     |                                  |                  |
| 262 (7x12) | «Отражение» (англ. Mirror Image)                     | Джо Мантенья        | Брин Фрейзер                     | 30 ноября 2016   |
| После того, как неизвестный мужчина пытается выдать себя за Габриэля, брата доктора Тары Льюис, команда пытается выяснить, что случилось с настоящим Габриэлем. |                                                      |                     |                                  |                  |
| |                                                      |                     |                                  |                  |
| 263 (8x12) | «Пугало» (англ. Scarecrow)                           | Кристоф Шрив        | Карен Мейсер                     | 7 декабря 2016   |
| В Якиме (Вашингтон) пропадает женщина, а примерно в то же время в русле ручья находят человеческие останки. Команда ОАП приходит к выводу, что неизвестный следует своим собственным извращённым моральным принципам. В отдел приходит Стивен Уокер. Тем временем Рид получает странный звонок. |                                                      |                     |                                  |                  |
| |                                                      |                     |                                  |                  |
| 264 (9x12) | «Профиль 202» (англ. Profiling 202)                  | Роб Бэйли           | Вёрджил Уильямс                  | 4 января 2017    |
| На день рождения Росси вновь получает звонок от Томаса Йетса, который является одним из тех серийных убийц, которых ОАП должна вернуть в тюрьму. Команда работает на опережение, чтобы не допустить увеличения количества жертв. |                                                      |                     |                                  |                  |
| |                                                      |                     |                                  |                  |
| 265 (10x12) | «Найти и уничтожить» (англ. Seek and Destroy)        | Дайана Си Валентайн | Эрик Стиллер                     | 11 января 2017   |
| В Сан-Диего группа молодых людей вторгается в дома и устраивают вечеринки, после чего хозяев находят убитыми. ОАП приходит к выводу, что только один из них причастен к убийствам. Тем временем Стивен Уокер пытается установить местонахождение Питера Льюиса. |                                                      |                     |                                  |                  |
| |                                                      |                     |                                  |                  |
| 266 (11x12) | «Поверхностное натяжение» (англ. Surface Tension)    | Оз Скотт            | Брюс Зиммерман                   | 1 февраля 2017   |
| В Тэмпе неизвестный заставляет добропорядочных граждан совершать самоубийство, угрожая в противном случае убить другого человека. Тем временем Рид пытается помочь матери адаптироваться в обществе после начала курса лечения. |                                                      |                     |                                  |                  |
| |                                                      |                     |                                  |                  |
| 267 (12x12) | «Хороший муж» (англ. A Good Husband)                 | Лора Бельси         | Джим Клемент                     | 8 февраля 2017   |
| В Палм-Бич обнаружены части человеческих тел. ОАП выясняет, что подозреваемый может быть гомосексуалом, у которого проблемы с управлением гневом. Рид пытается одновременно и помогать коллегам ловить преступника, и заботиться о матери. |                                                      |                     |                                  |                  |
| |                                                      |                     |                                  |                  |
| 268 (13x12) | «Спенсер» (англ. Spencer)                            | Гленн Кершоу        | Кирстен Вангснесс & Эрика Мессер | 15 февраля 2017  |
| Один из членов ОАП арестован в Мексике за хранение наркотиков с целью распространения. Позднее ему так же предъявляют обвинение в убийстве. Коллеги из ОАП пытаются доказать невиновность товарища. Расследование осложняется тем, что подозреваемый страдает от провалов в памяти. |                                                      |                     |                                  |                  |
| |                                                      |                     |                                  |                  |
| 269 (14x12) | «Убийственный курс» (англ. Collision Course)         | Алек Смайт          | Стефани Сенгупта                 | 22 февраля 2017  |
| Две машины теряют управление на одном и том же участке дороги в Брейдентоне. В результате инцидентов — две жертвы, сбитые насмерть. ОАП подозревают взлом компьютерных систем этих машин. В это же время Эмили прилагает все силы для помощи коллеге, обвиняемому в убийстве. Несмотря на все усилия, не удаётся добиться, чтобы обвиняемого выпустили под залог. |                                                      |                     |                                  |                  |
| |                                                      |                     |                                  |                  |
| 270 (15x12) | «Альфа-самец» (англ. Alpha Male)                     | Роб Бэйли           | Карен Мейсер                     | 1 марта 2017     |
| Кто-то обливает лица молодых красивых мужчин и женщин кислотой. ОАП вылетает для расследования в Филадельфию. Следствие приводит к сайту, на котором высмеивают людей, которым завидуют. Тем временем подозреваемого в убийстве члена ОАП переводят в тюрьму на время до слушания дела, и он пытается выжить в новых условиях. |                                                      |                     |                                  |                  |
| |                                                      |                     |                                  |                  |
| 271 (16x12) | «Содействие бесполезно» (англ. Assistance Is Futile) | Леон Ихазо          | Вёрджил Уильямс                  | 15 марта 2017    |
| В Нью-Йорке некто убивает молодых женщин, прижизненно ломая им кости. ОПА вылетает на поиски «костолома», как его прозвала пресса. Во время расследования к агентам обращается женщина, утверждающая, что преступник — её сын. Подозреваемого в убийстве члена ОАП избивают в тюрьме. |                                                      |                     |                                  |                  |
| |                                                      |                     |                                  |                  |
| 272 (17x12) | «В темноте» (англ. In The Dark)                      | Дайана Си Валентайн | Дания Беннет                     | 22 марта 2017    |
| В Берлингтоне (штат Вермонт) произошли две серии убийств. Днём кто-то отстреливает местных браконьеров, а по ночам — жестоко убивает женщин ножом. ОАП пытается найти или опровергнуть взаимосвязь убийств. Подозреваемый в убийстве член ОАП заводит дружбу с одним из заключённых, но тот пострадал от руки наркоторговцев. |                                                      |                     |                                  |                  |
| |                                                      |                     |                                  |                  |
| 273 (18x12) | «Адская кухня» (англ. Hell's Kitchen)                | Саймон Миррен       | Эрика Мессер                     | 29 марта 2017    |
| Команда ОАП опять летит в Нью-Йорк. Там неизвестный похищает и обескровливает девушек-брюнеток. У профайлеров меньше недели, чтобы найти последнюю похищенную девушку. Подозреваемый в убийстве член ОАП разыгрывает свою партию с заключёнными, которые ему угрожают. |                                                      |                     |                                  |                  |
| |                                                      |                     |                                  |                  |
| 274 (19x12) | «Истинный север» (англ. True North)                  | Джо Мантенья        | Брюс Зиммерман                   | 5 апреля 2017    |
| В природном парке рядом с Тусоном находят три трупа, привязанные к деревянным столбам. Агенты пытаются найти взаимосвязь между жертвами и таким образом — выйти на убийцу. Подозреваемый в убийстве член ОАП соглашается на когнитивный допрос, в ходе которого открываются новые факты о преступлении, в котором его обвиняют. |                                                      |                     |                                  |                  |
| |                                                      |                     |                                  |                  |
| 275 (20x12) | «Незабываемое» (англ. Unforgettable)                 | Карлос Бернард      | Стефания Сенгупта                | 26 апреля 2017   |
| Близкий друг агента Уолкера попадает в больницу с подозрением на инфаркт. Однако, вскоре выясняется, что это было отравление, и его характер отсылает к российским спецслужбам. В ходе расследования версия меняется. Подозреваемый в убийстве член ОАП обнаруживает, что близкий ему человек находится в руках преступника. |                                                      |                     |                                  |                  |
| |                                                      |                     |                                  |                  |
| 276 (21x12) | «Зелёный сигнал» (англ. Green Light)                 | Алек Смайт          | Эрик Стиллер                     | 3 мая 2017       |
| Похищен близкий родственник одного из агентов ОАП. Профайлеры узнают, что изначально придерживались ложной версии, и начинают заново анализировать происходящее. Подозреваемый в убийстве член ОАП пытается выжить среди враждебно настроенных преступников. |                                                      |                     |                                  |                  |
| |                                                      |                     |                                  |                  |
| 277 (22x12) | «Красный сигнал» (англ. Red Light)                   | Глен Кершоу         | Брин Фрейзер                     | 10 мая 2017      |
| Для спасения близкого родственника один из агентов ОАП ведёт переговоры с преступником, которого ранее помог посадить за решётку. Остальная команда в это время ищет сообщников и заложника. В конце серии один из бывших участников отдела предупреждает о возможной ловушке. Агенты решают проверить информацию. |                                                      |                     |                                  |                  |

### Сезон 13 (2017—2018)
| Номер | Название                                              | Режиссёр           | Сценарист                        | Дата премьеры    |
| --- | ----------------------------------------------------- | ------------------ | -------------------------------- | ---------------- |
| 278 (1x13) | «По коням!» (англ. Wheels Up)                         | Гленн Кершоу       | Брин Фрэйзер                     | 27 сентября 2017 |
| Команда оценивает последствия нападения. Один из сотрудников мёртв, другой — похищен. Остальным предстоит работать тайно и прийти на помощь коллеге в кратчайшие сроки. На помощь агентам приходит сотрудник международного подразделения Мэтт Симонс (Дэниел Хенни). Спенсер борется с приступами гнева, Джей Джей с чувством вины, так как считает, что Стивен погиб вместо неё. Питер Льюис (Мистер Скретч/Страшила) наконец-то нейтрализован благодаря догадке Рида и сопротивлению Эмили, догадавшейся о внушении. Несмотря на устранение своего главного врага, Аарон Хотчнер окончательно уходит из ФБР, чтобы стать своему сыну настоящим отцом и не подвергать его опасности. Вся команда отправлена в обязательный отпуск. |                                                       |                    |                                  |                  |
| |                                                       |                    |                                  |                  |
| 279 (2x13) | «В место получше» (англ. To a Better Place)           | Диана Велентайн    | Брюс Зиммерман                   | 4 октября 2017   |
| К команде официально присоединяется Мэтт Симонс. ОАП расследует дело об убийце, который оставляет тела своих жертв в публичных местах, упаковывая их в чемодан и накрасив губы старомодной помадой. У преступника комплекс Флоренс Найнтингейл. Команда никак не может понять, что же связывает жертв между собой. Команда помогает субъекту понять, что на самом деле произошло в его детстве. Спенсер восстановлен в должности, но с ограничениями. После тюрьмы он справился с одной из своих фобий. |                                                       |                    |                                  |                  |
| |                                                       |                    |                                  |                  |
| 280 (3x13) | «Грустный ангел» (англ. Blue Angel)                   | Шерат Раху         | Кристофер Барбур                 | 11 октября 2017  |
| Показана семья нового агента команды, Мэтта Симонса. Спенсер готовится к первым семинарам и придумывает новое понятие — проблему Линды. Команда работает над делом истязателя, который мучает и оскопляет мужчин, замеченных в связях с проститутками, но его мотив оказывается неожиданным. Команда находит «скелет в шкафу» у семьи потенциальной жертвы. |                                                       |                    |                                  |                  |
| |                                                       |                    |                                  |                  |
| 281 (4x13) | «Убийственное приложение» (англ. Killer App)          | Алек Смит          | Стефани Сенгупта                 | 18 октября 2017  |
| Команда вовлечена в расследование массовых убийств в Кремниевой долине, свидетели которых дают противоречивые показания. Пытаясь связать между собой жертв, команда выясняет, чем именно были совершены убийства, и сталкивается с несговорчивостью частного военного подрядчика. Преступник переосмысливает последствия чужих ошибок. Одна из пострадавших в итоге и сама получает обвинение. Люк переживает по поводу своих действий, вернее, бездействия при поимке Мистера Скретча/Страшилы. |                                                       |                    |                                  |                  |
| |                                                       |                    |                                  |                  |
| 282 (5x13) | «Счастливый удар» (англ. Lucky Strikes)               | Таня Маккирман     | Джим Клементе                    | 25 октября 2017  |
| Подростки находят на стройке тело женщины с отрубленными ногами, пальцами и пентаграммой. Команда считает, что это дело рук Флойда Фейлена Ферролла, каннибала, которого они отправили в психиатрическую лечебницу 10 лет назад. Адвокат Феррола пытается доказать, что это не её клиент, которого отпускают к сестре на выходные, и не подражатель, а изначальный убийца, деяния которого ОАП повесили на её клиента. Гарсия переживает неприятные воспоминания, связанные со своим ранением во время того расследования, её успокаивает лишь визит Дерека Моргана. |                                                       |                    |                                  |                  |
| |                                                       |                    |                                  |                  |
| 283 (6x13) | «Бункер» (англ. The Bunker)                           | Айша Тайлер        | Карен Мэйсер                     | 8 ноября 2017    |
| В небольшой городе уже больше 5 лет похищают и где-то удерживают врачей и беременных женщин. Одна из похищенных найдена мёртвой. Команда ОАП сталкивается с фанатиками, которые это совершают, и пытается убедить пострадавших, что все эти годы они заблуждались относительно происходящего. |                                                       |                    |                                  |                  |
| |                                                       |                    |                                  |                  |
| 284 (7x13) | «Пепел и кости» (англ. Dust and Bones)                | Маркус Стоукс      | Эрика Мередит                    | 15 ноября 2017   |
| Преступник похищает женщин и возвращает их изуродованными, с вырезанными на лицах кусками кожи, дезориентированными и без воспоминаний о том, что произошло. ОАП выясняет, что жертв объединяет только география, преступник оставляет их в таких местах, в которых их может увидеть отвергнувший его человек. Люк навещает своего бывшего напарника Филиппа Кирпича Брукса, пострадавшего при поимке Алого короля. |                                                       |                    |                                  |                  |
| |                                                       |                    |                                  |                  |
| 285 (8x13) | «Неоновый террор» (англ. Neon Terror)                 | Бетани Руни        | Эрик Стиллер                     | 22 ноября 2017   |
| Дэвид Росси представляет на телевидении свою новую книгу. Очередной преступник, которого вычисляет ОАП, расстреливает похожих женщин и добавляет в их причёски странную деталь. ОАП приходится работать в связке с телевизионщиками, так как субъект жаждет внимания прессы из-за своих детских переживаний. |                                                       |                    |                                  |                  |
| |                                                       |                    |                                  |                  |
| 286 (9x13) | «Под ложным прикрытием» (англ. False Flag)            | Джо Мантенья       | Брин Фрэйзер                     | 6 декабря 2017   |
| ОАП вычисляет убийцу среди группы правдоискателей-теоретиков заговора. Два члена группы погибают при загадочных обстоятельствах, а ещё один совершает самоубийство на глазах отдела. Членам ОАП нужно переубедить одну из последовательниц группы, чтобы узнать правду о произошедшем. |                                                       |                    |                                  |                  |
| |                                                       |                    |                                  |                  |
| 287 (10x13) | «Затопленный» (англ. Submerged)                       | Роб Бейли          | Брюс Зиммерман                   | 3 января 2018    |
| В Калифорнии серийный убийца расправляется со своими жертвами, сбрасывая их в бассейны связанным и со шлакоблоком в руках, и забирая из домов дешёвые сувениры. ОАП предстоит понять, как это связано с искусственным водоёмом, когда-то появившимся в городе. |                                                       |                    |                                  |                  |
| |                                                       |                    |                                  |                  |
| 288 (11x13) | «Буги изо всех сил» (англ. Full-Tilt Boogie)          | Саймон Миррен      | Эрика Мессер и Кирстен Вангснесс | 10 января 2018   |
| На жену шефа полиции небольшого городка в Вирджинии совершено нападение в её собственном доме, преступник избил её до полусмерти и закопал заживо. Отделу поведенческого анализа нужно понять, есть ли связь между этим жестоким преступлением и ростом в городке числа преступлений, связанных с наркотиками. |                                                       |                    |                                  |                  |
| |                                                       |                    |                                  |                  |
| 289 (12x13) | «Восход ущербной луны» (англ. Bad Moon on the Rise)   | Кристоф Шрив       | Карен Мэйсер                     | 17 января 2018   |
| Свидание вслепую у Люка прерывается новостью о том, что в Центральном Парке Нью-Йорка происходят серийные убийства, похожие на нападения животных. Всё осложняется тем, что убийства происходят только при полной луне. ОАП предстоит понять, кто или что за этим стоит и какие события привели к нападениям. |                                                       |                    |                                  |                  |
| |                                                       |                    |                                  |                  |
| 290 (13x13) | «Излечение» (англ. Cure)                              | Гленн Кершоу       | Кристофер Барбур                 | 24 января 2018   |
| Преступник, называющий себя Асклепий, нападает на бизнесменов и юристов и оставляет на месте убийства символ и криптограммы. Он пытается убедить ФБР, что его цель — публикация манифеста, но у членов группы есть сомнения в том, что является его истинной мотивацией. Дженнифер узнаёт неожиданную новость, которая, возможно, полностью изменит отношения в команде. |                                                       |                    |                                  |                  |
| |                                                       |                    |                                  |                  |
| 291 (14x13) | «Миазмы» (англ. Miasma)                               | Леон Ихазо         | Эрика Мередит                    | 31 января 2018   |
| ОАП ждёт внутренняя ревизия, приуроченная к году ареста Рида в Мексике. На время проверки Барнс отправляет Прентис в административный отпуск и назначает Джей Джей временной главой отдела. Метт рассказывает команде, что нечто подобное привело к роспуску его предыдущей команды. В то же время в Новом Орлеане на знаменитом кладбище Треме в разгромленном склепе находят массовое захоронение из 10 сожжённых тел с сильно различающейся виктимологией. Пикантная деталь состоит в том, что все тела были обескровлены, а на этом старейшем кладбище похоронена известная местная королева вуду. Отделу предстоит понять, являются ли эти убийства ритуальными или же у преступника более возвышенные мотивы, и сделать это придётся в отсутствие одного из членов, защищающего свою верность команде. Команде предстоит столкнуться с потерей. |                                                       |                    |                                  |                  |
| |                                                       |                    |                                  |                  |
| 292 (15x13) | «Уничтожитель» (англ. Annihilator)                    | Роб Бейли          | Эрик Стиллер                     | 7 марта 2018     |
| Ассистент директора ФБР по национальной безопасности Линда Барнс подключается к ОАП в процессе их расследования убийства четырёх соседей по комнате в Сент-Луисе. |                                                       |                    |                                  |                  |
| |                                                       |                    |                                  |                  |
| 293 (16x13) | «Последний вздох» (англ. Last Gasp)                   | Адам Родригез      | Стефани Сенгупта                 | 14 марта 2018    |
| ОАП собирается вместе втайне от внимательно следящей за ними Линды Барнс, помощника директора ФБР по национальной безопасности, чтобы вычислить неизвестного, который похоже занимается похищением и фотографированием молодых женщин. |                                                       |                    |                                  |                  |
| |                                                       |                    |                                  |                  |
| 294 (17x13) | «Капилано» (англ. The Capilano's)                     | Мэттью Грей Гублер | Эрика Мессер                     | 21 марта 2018    |
| ОАП вызывают в Оклахому для поисков склонного к убийствам клоуна, который терроризирует мирный и спокойный город Гаймон. |                                                       |                    |                                  |                  |
| |                                                       |                    |                                  |                  |
| 295 (18x13) | «Танец любви» (англ. The Dance of Love)               | Джо Мантенья       | Брюс Зиммерман                   | 28 марта 2018    |
| ОАП направляется в Чикаго для поиска неизвестного, который оставляет на теле каждой своей жертвы красные розы. Росси наносит неожиданный визит его бывшая жена Кристэл Ричардс. |                                                       |                    |                                  |                  |
| |                                                       |                    |                                  |                  |
| 296 (19x13) | «От имени …» (англ. Ex Parte)                         | Лили Марийе        | Кристофер Барбур                 | 4 апреля 2018    |
| ОАП берёт под свой контроль ситуацию с заложниками в юридической фирме, в которой работает Кристи, жена Мэтта Симмонса. |                                                       |                    |                                  |                  |
| |                                                       |                    |                                  |                  |
| 297 (20x13) | «Всё, что сможете проглотить» (англ. All You Can Eat) | Диана Велентайн    | Карен Мэйсер                     | 11 апреля 2018   |
| Центр по контролю за распространением заболеваний обращается в ОАП, подозревая, что за серией загадочных смертей в Вирджинии стоит преступная группа, занимающаяся биотерроризмом. Гарсия навещает своего двоюродного брата Карлоса, чтобы решить тяжёлую семейную проблему. |                                                       |                    |                                  |                  |
| |                                                       |                    |                                  |                  |
| 298 (21x13) | «Противоречивые сигналы» (англ. Mixed Signals)        | Алек Смайт         | Эрика Мередит и Эрик Стиллер     | 18 апреля 2018   |
| Команду ОАП вызывают в город Таос в Нью-Мексико для расследования в отношении неизвестного, который всегда убивает свои жертвы, дрелью просверливая им висок. |                                                       |                    |                                  |                  |
| |                                                       |                    |                                  |                  |
| 299 (22x13) | «Верующий» (англ. Believer)                           | Гленн Кершоу       | Брин Фрейзер                     | 18 апреля 2018   |
| Рид обнаруживает бывшего спецагента ФБР Оуэна Куинна запертым внутри хранилища, и у ОАП возникают вопросы относительно правдоподобия несколько его странных отчётов о поиске неизвестного, которого он называет «душителем». |                                                       |                    |                                  |                  |
| |                                                       |                    |                                  |                  |

### Сезон 14 (2018—2019)
| № общий | № в сезоне | Название                           | Режиссёр          | Автор сценария             | Дата премьеры   | Произв. код | Зрители US (млн) |
| ------- | ---------- | ---------------------------------- | ----------------- | -------------------------- | --------------- | ----------- | ---------------- |
| 300     | 1          | «300» «300»                        | Гленн Кершоу      | Эрика Мессер               | 3 октября 2018  | 1401        | 4.45             |
| 301     | 2          | «Starter Home» «Первое жилье»      | Диана Валентайн   | Брюс Циммерман             | 10 октября 2018 | 1402        | 4.65             |
| 302     | 3          | «Rule 34» «Правило 34»             | Алек Смайт        | Кристофер Барбур           | 17 октября 2018 | 1403        | 4.42             |
| 303     | 4          | «Innocence» «Невинность»           | Лили Марие        | Стефани Сенгупта           | 24 октября 2018 | 1405        | 4.29             |
| 304     | 5          | «The Tall Man» «Высокий человек»   | Мэтью Грей Габлер | Брин Фрейзер               | 31 октября 2018 | 1404        | 4.41             |
| 305     | 6          | «Luke» «Люк»                       | Джо Мантенья      | Эрик Стиллер               | 7 ноября 2018   | 1406        | 4.56             |
| 306     | 7          | «Twenty Seven» «Двадцать семь»     | Шарат Раджу       | Эрика Мередит              | 14 ноября 2018  | 1407        | 4.52             |
| 307     | 8          | «Ashley» «Эшли»                    | Адам Родригес     | Стефани Биркитт            | 21 ноября 2018  | 1408        | 5.50             |
| 308     | 9          | «Broken Wing» «Сломанное крыло»    | Айша Тайлер       | Джим Клементе              | 5 декабря 2018  | 1409        | 4.50             |
| 309     | 10         | «Flesh and Blood» «Плоть и кровь»  | Гленн Кершоу      | Кристофер Барбур           | 12 декабря 2018 | 1410        | 5.43             |
| 310     | 11         | «Night Lights» «Ночные огни»       | Нельсон МакКормик | Хизер Олдридж              | 2 января 2019   | 1411        | 4.92             |
| 311     | 12         | «Hamelin» «Хамелин»                | Саймон Миррен     | Брюс Зиммерман             | 9 января 2019   | 1412        | 4.55             |
| 312     | 13         | «Chameleon» «Хамелеон»             | Эй Джей Кук       | Чарльз Дьюи и Брин Фрейзер | 23 января 2019  | 1413        | 4.45             |
| 313     | 14         | «Sick and Evil» «Больной и злой»   | Роб Бейли         | Эрик Стиллер               | 30 января 2019  | 1414        | 4.73             |
| 314     | 15         | «Truth or Dare» «Правда или вызов» | Гленн Кершоу      | Эрика Мередит              | 6 февраля 2019  | 1415        | 4.72             |

### Сезон 15 (2020)
| № общий | № в сезоне | Название                                 | Режиссёр             | Автор сценария                   | Дата премьеры   | Произв. код | Зрители в США (млн) |
| ------- | ---------- | ---------------------------------------- | -------------------- | -------------------------------- | --------------- | ----------- | ------------------- |
| 315     | 1          | «Под кожей» «Under the Skin»             | Нельсон Маккормик    | Кристофер Барбур                 | 8 января 2020   | 1501        | 4.82                |
| 316     | 2          | «Пробуждение» «Awakenings»               | Алек Смайт           | Стефани Сенгупта                 | 8 января 2020   | 1502        | 4.49                |
| 317     | 3          | «Замедление зрителя» «Spectator Slowing» | Кевин Берланди       | Брюс Циммерман                   | 15 января 2020  | 1503        | 4.58                |
| 318     | 4          | «Суббота» «Saturday»                     | Эдвард Аллен Бернеро | Стефани Биркитт & Брин Фрейзер   | 22 января 2020  | 1504        | 4.49                |
| 319     | 5          | «Призрак» «Ghost»                        | Диана Валентина      | Бобби Чакон & Джим Клементе      | 29 января 2020  | 1505        | 5.88                |
| 320     | 6          | «Свидание» «Date Night»                  | Маркус Стоукс        | Брин Фрейзер                     | 5 февраля 2020  | 1506        | 4.35                |
| 321     | 7          | «Ржавый» «Rusty»                         | Рэйчел Фельдман      | Эрика Мередит & Эрик Стиллер     | 5 февраля 2020  | 1507        | 3.74                |
| 322     | 8          | «Фамильное древо» «Family Tree»          | Алек Смайт           | Брюс Циммерман                   | 12 февраля 2020 | 1508        | 3.94                |
| 323     | 9          | «Столкновение» «Face Off»                | Шарат Раджу          | Кристофер Барбур                 | 19 февраля 2020 | 1509        | 5.46                |
| 324     | 10         | «И в конце» «And in the End»             | Гленн Кершоу         | Эрика Мессер & Кирстен Вангснесс | 19 февраля 2020 | 1510        | 5.36                |